# Wikov 7/28
Wikov 7/28 byl první sériový automobil akciové společnosti Wikov (Wichterle a Kovářík), československého výrobce hospodářských strojů, traktorů, lokomotiv, stabilních spalovacích i elektrických motorů a také automobilů. Továrnu na zemědělské stroje založil v Prostějově František Wichterle v roce 1878. V roce 1922 byly v továrně Wikov zahájeny přípravy k výrobě automobilů. Prvním automobilem byl Wikov IV/16 a na něj navázal skutečně sériový Wikov 7/28. Automobil Wikov 7/28 byl vyráběn v letech 1927–1932 v několika variantách motorů, podvozků a karosérií.

## Vznik a vývoj
Vedením automobilky byli pověřeni Ing. František Kovářík ml. (1903-1950), syn Ing. Josefa Kováříka a Eugen Wichterle (1900-1975), syn Lamberta Wichterleho. Šéfkonstruktérem se stal od roku 1926 ing. Boleslav Hanzelka (1890-1961), který absolvoval praxi u kopřivnické Tatry, působil jako šéfkonstruktér a později člen užšího vedení automobilky Pearl ve Vídni-Liesingu a také u brněnské firmy Hrček & Neugebauer (přestavby osobních vozidel na hasičské speciály). Uvádí se, že Wikov 7/28 byl vyráběn od roku 1925, ale veřejnosti byl nový vůz představen počátkem září 1927 na XIX. mezinárodní výstavě automobilů v Praze. Číselné označení typu 7/28 uvádělo, že 7 koní je tzv. daněných a 28 koní je maximální výkon. Modernizací typ 7/28 prošel v roce 1929.
Jiří Voskovec a Jan Werich, známí humoristé—umělci z Prahy při zájezdu do Prostějova, kde sehráli 16. a 17. května 1930 s velikým úspěchem revue „Ostrov Dynamit“ a „Fata morgana“, navštívili tamní automobilku Wikov. Odzkoušeli si sportovní roadster Wikov 7/28 Sport. Od tohoto okamžiku oba byli velkými příznivci značky Wikov.
Produkce automobilů Wikov se počítala jen na desítky kusů, podle statistiky z února 1930 bylo tehdy v Československu v provozu 128 osobních automobilů Wikov, 8 dodávek a jedna sanitka. V roce 1932, kdy výroba modelu 7/28 byla v podstatě ukončena, prodala automobilka Wikov na československém trhu 112 automobilů. Úspěšnější v tomto pohledu byla Tatra (3337 vozů), Praga (3243), Škoda (2508), Aero (1321), Zetka (377) a Walter (374). Podíl Wikovu na československém trhu s tuzemskými vozy činil v tomto roce jedno procento.

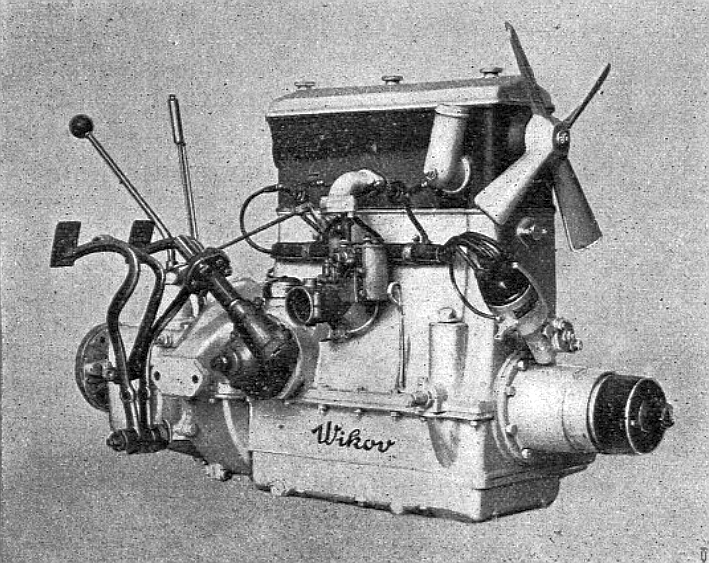
Wikov 7/28, motor (Auto, srpen 1929)

## Motor
Čtyřdobý vodou chlazený, čtyřválcový řadový motor s rozvodem OHC o objemu válců 1478 cm³ (vrtání ø 66 mm, zdvih 108 mm) dával výkon 20,6 kW (28 k) při 2 600 ot/min. Při stupni komprese 5,1 maximální točivý moment dosahoval hodnoty 98 Nm při 1800 ot/min. Poměrně dlouhozdvihový motor (108 mm) měl staticky i dynamicky vyvážený vačkový hřídel ve snímatelné hlavě válců s obrobeným, klínovým spalovacím prostorem. Systém rozvodu zaručoval stejný stupeň komprese všem válcům (konstrukce dle patentu Wikov). Vačkový hřídel byl poháněn ozubenými čelními koly se šikmými zuby od předního konce klikového hřídele. Vlastní klikový hřídel (s protizávažími) byl uložen ve třech kluzných ložiscích. Původní verze měla litinový blok válců.
Materiálově se jednalo (na svou dobu) o moderní motor. Písty (elektron) a ojnice (výkovek z duralu) byly vyráběny z lehkých slitin. Odnímatelná hlava válců, v níž byly uloženy mírně skloněné, visuté shora řízené ventily, ventilová vahadla a vačková hřídel, byla litinová. Vyměnitelné cementované vložky válců byly z kalené oceli a spodek dvoudílné klikové skříně byl odlit z hliníkové slitiny. 
Motor byl vybaven bateriovým (Varta) zapalováním Bosch (12V), dynamo bylo přímo spojeno se zalomeným hřídelem. Elektrický startér Bosch měl posuvnou kotvu pro přímý záběr zubů do setrvačníku. Vodní chlazení bylo termosifonové bez čerpadla a bylo podporováno ventilátorem, poháněným rozvodovou hřídelí. Motor v jednom celku s převodovou skříní byl uložen v rámu na třech bodech. Montovala se třístupňová převodovka (3 stupně vpřed a jeden vzad) a jednokotoučová, suchá spojka. Převodovka s motorem tvořila jeden celek. Mazání motoru zabezpečovala olejová pumpa pod regulovatelným tlakem. Olej byl čištěn jemným sítem a pak plnoprůtokovým čističem oleje. Benzinová nádrž o objemu 40 l byla umístěna v motorovém prostoru, palivo bylo dopravováno ke karburátoru gravitačním samospádem.
Později od roku 1929 byl lehce zvýšen stupeň komprese, změněn typ karburátoru Zénith a tím byl výkon motoru zvýšen na 23,5 kW (32 k) při 3000 ot/min. Původně litinový blok válců byl od roku 1929 nahrazen odlitkem z hliníkové slitiny silumin s vloženými "suchými" ocelovými válci. A také pružné kotoučové klouby byly nahrazeny kovovými klouby a mechanické brzy nahrazeny hydraulickými. Maximální rychlost vozu vzrostla na rozmezí 90-100 km/h.

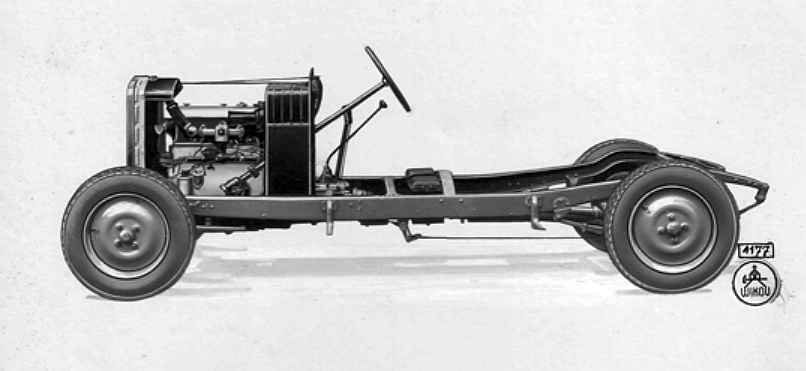
Wikov 7/28, podvozek (Auto, říjen 1929)

## Podvozek
Motor byl umístěn vpředu podél za přední nápravou, pohon zadních kol. Robustní, obdélníkový podvozkový žebřinový rám byl nýtován z lisovaných ocelových profilů U s přinýtovanými pěti příčkami. Šnekové řízení byl pravostranné. Mechanické brzdy byly koncem roku 1929 změněny na hydraulický systém Lockheed. Nožní brzda působila na všechna čtyři kola a mimo to byl vůz vybaven i ruční mechanickou brzdou na zadní kola. Všechny čepy per byly kaleny, broušeny a opatřeny maznicemi pro tlakové, centrální mazání podvozku (od roku 1929).
Obě nápravy byly tuhé a odpruženy byly podélnými půleliptickými pery. Podvozek byl po modernizaci v roce 1929 vybaven kapalinovými tlumiči, což u československých konstrukcí koncem 20. let rozhodně nebylo běžné, totéž platí i pro hydraulické brzdy. Přední náprava I-profilu byla vykována z chromniklové oceli. Zadní náprava typu "banjo" (se spirálovým soukolím Gleason) byla sešroubována z výlisků z ocelové plechu. Pohon zadních kol přes jednokotoučovou spojku a třístupňovou převodovku zabezpečovaly pružné (Hardy) spojky spojovacího hřídele. Později od roku 1930 bylo použito výkyvné spojení mezi převodovkou a rozvodovkou spojovacím hřídelem s křížovými, zapouzdřenými (tzv. Kardanovými) klouby. V zadní, hnané nápravě byla rozvodovka s kuželovým spirálním ozubením Gleason a kuželový diferenciál.

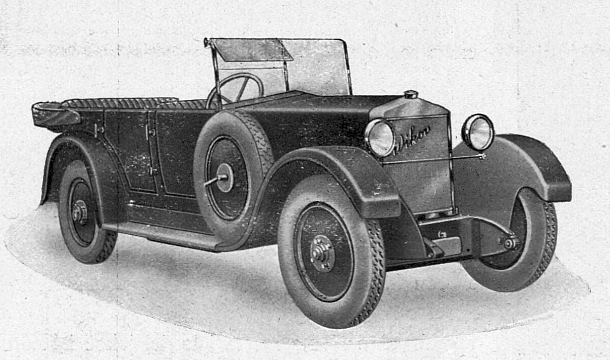
Wikov 7/28, faeton (Český svět, srpen 1928)

Původní verze z roku 1926 měla rozvor náprav 2750 mm a rozchod kol 1210 mm. Čtyřsedadlový vůz měl celkovou délku 4000 mm, šířku 1480 mm a hmotnost vozu s otevřenou čtyřmístnou karoserií byla 950 kg (podvozek 750 kg). Později (1929) byl rozchod kol zvětšen na 1250 mm a rozvor na 2800 nebo 3000 mm. Především pro šestimístné karoserie a dodávkové automobily byl rozchod kol upraven až na 3000 mm. Šestimístné vozy vážily 1050–1100 kg.
Mimo kapalinových brzd a hydraulických tlumičů byl Wikov jednou prvních československých automobilek, která zavedla „balónové“, nízkotlaké pneumatiky (rozměr 730×130 mm), které nahradily původní pneumatiky rozměru 14x15". Disky kol byly plné, za příplatek bylo možné objednat kola s drátovým výpletem Rudge & Whithworth..

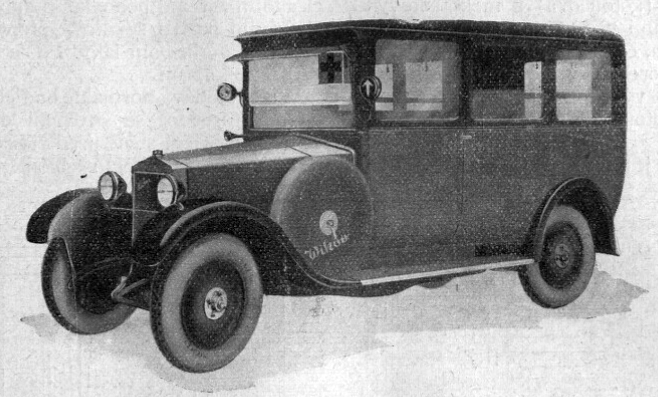
Wikov 7/28, limuzína (Auto, srpen 1929)

## Karoserie
Karoserie Wikov byly "kompozitní", dřevěná kostra byla potažena tenkým, hlubokotažným plechem. Automobil byl nabízen v deseti různých provedeních. Ty se odlišovaly jak rozdílnou délkou rozvoru, tak použitými druhy karoserie. Dodával se v deseti variantách karoserie, s otevřenými (faeton, roadster, kabriolet) i uzavřenými karoseriemi (coach, tudor, sedan, limuzína, landaulet), byly i verze užitkové jako valníky pro užitečnou hmotnost až 750 kg, sanitní vozy atd. Podvozek Wikovu 7/28 ve speciální úpravě byl v menších množstvích dodáván i specializovaným firmám na hasičskou techniku např. Sigma – pumpy Lutín, Hrček & Neugebauer Brno-Královo Pole a Hasičské závody Čechy pod Kosířem.

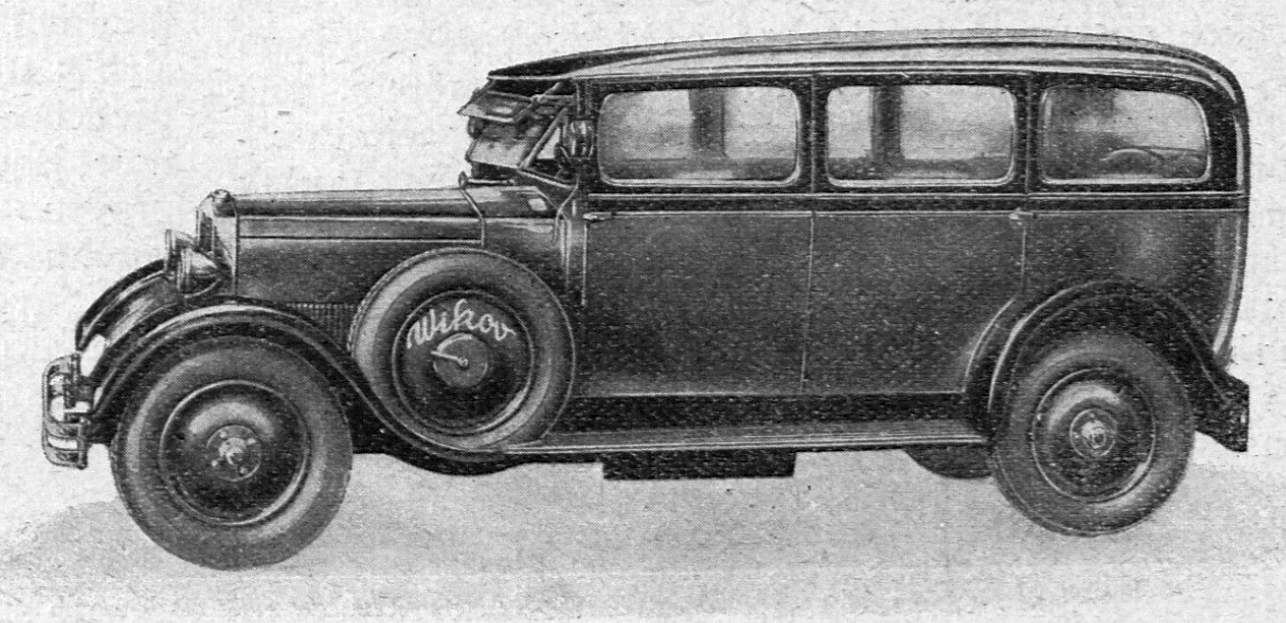
Wikov 7/28, limuzína (Auto, listopad 1929)

Provedení karoserií bylo odborným tiskem označováno za elegantní s jednoduchou, hladkou a rovnou linií, aby odpor vzduchu byl co možná nejmenší. Při lakování stříkáním se nanášel smaltový preparát nebo se používaly "pravé anglické" laky. Karosovaná délka byla 2310 mm, světlá výška 203 mm. Zákazníci měli na výběr z 10 druhů karoserií: otevřený čtyřdveřový čtyřmístný faeton, otevřený čtyřdveřový šestimístný faeton na prodlouženém podvozku se dvěma sklopnými sedátky, čtyřdveřový čtyřmístný sedan (conduite intérieure), čtyřdveřová šestimístná limuzína na prodlouženém podvozku, čtyřmístný dvoudveřový tudor, čtyřmístný dvoudveřový kabriolet a polokabriolet (faux cabriolet), dvoumístné kupé s nouzovými sedátky vzadu, dvoudveřový roadster a dvoumístný otevřený sportovní automobil bez dvířek Wikov 7/28 Sport. Na uzavřené karoserie bylo možné objednat posuvnou střechu Webasto. Od roku 1929 dostaly lehce rozšířené karoserie zaoblenější tvar střechy.
V letech 1927 až 1932 opustilo bránu továrny asi 280 automobilů tohoto typu. Ceny se pohybovaly od 51 000 Kč za čtyřmístný otevřený faeton do 63 000 Kč za šestimístnou limuzínu. Větší vozy (limuzíny) dosahovaly rychlosti 80 km/h, menší kabriolety a kupé až 90 km/h.

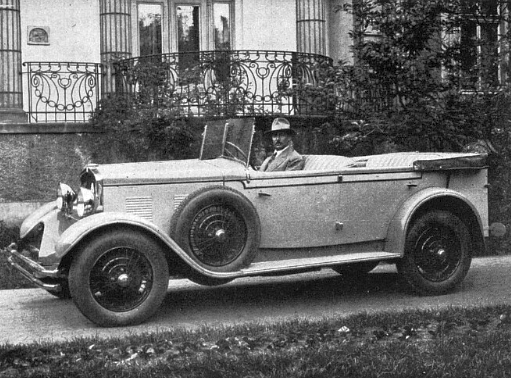
Modernizovaný faeton Wikov 7/28 s koly Rudge & Whitworth a František Wichterle, velkostatkář (Salon, leden 1931)

## Galerie automobilů

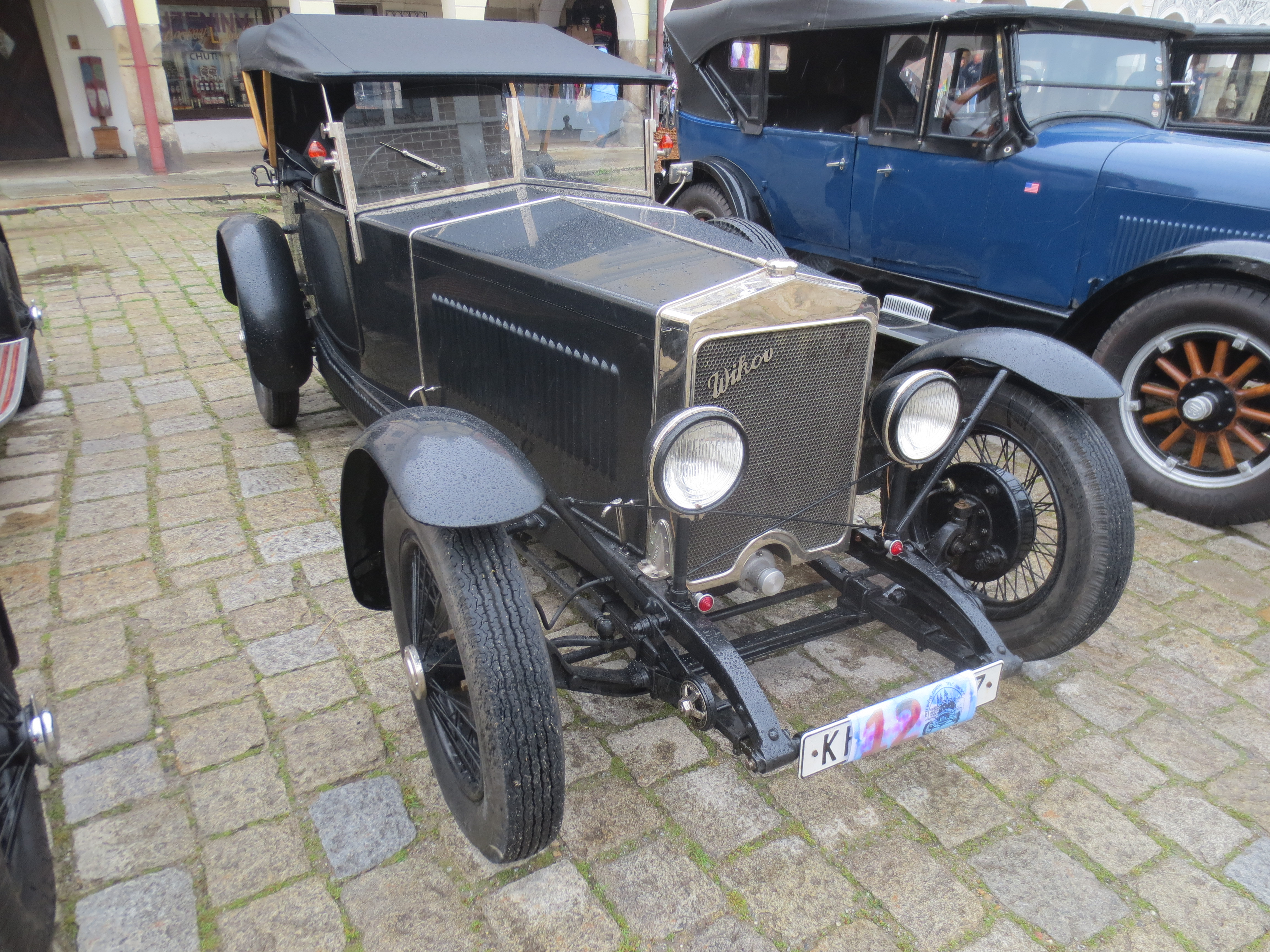
Wikov 7/28 (1929) na Mezi dvěma branami v Telči 2020
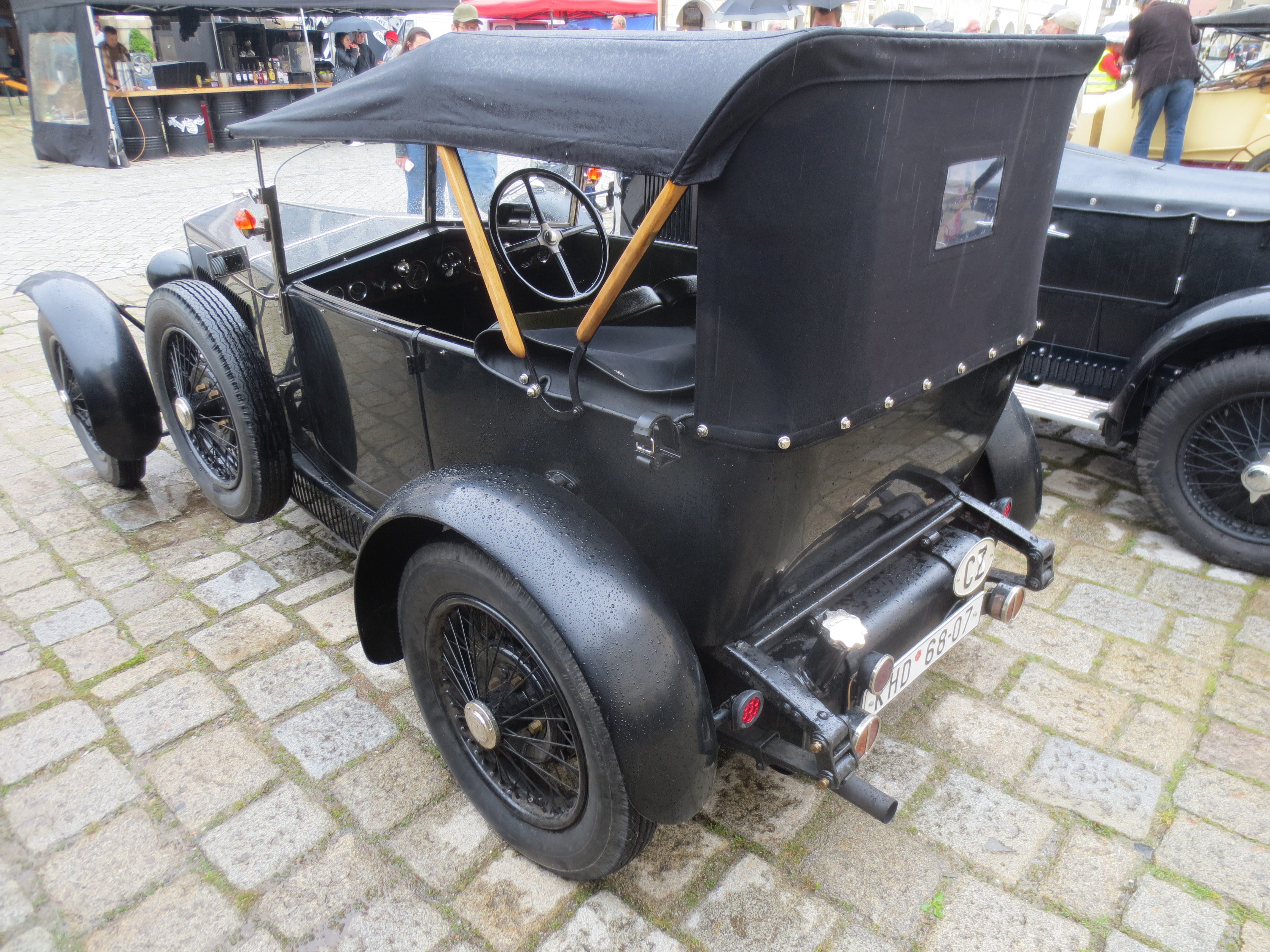
Wikov 7/28 (Telč 2020), se kterým startoval Petr Kožíšek
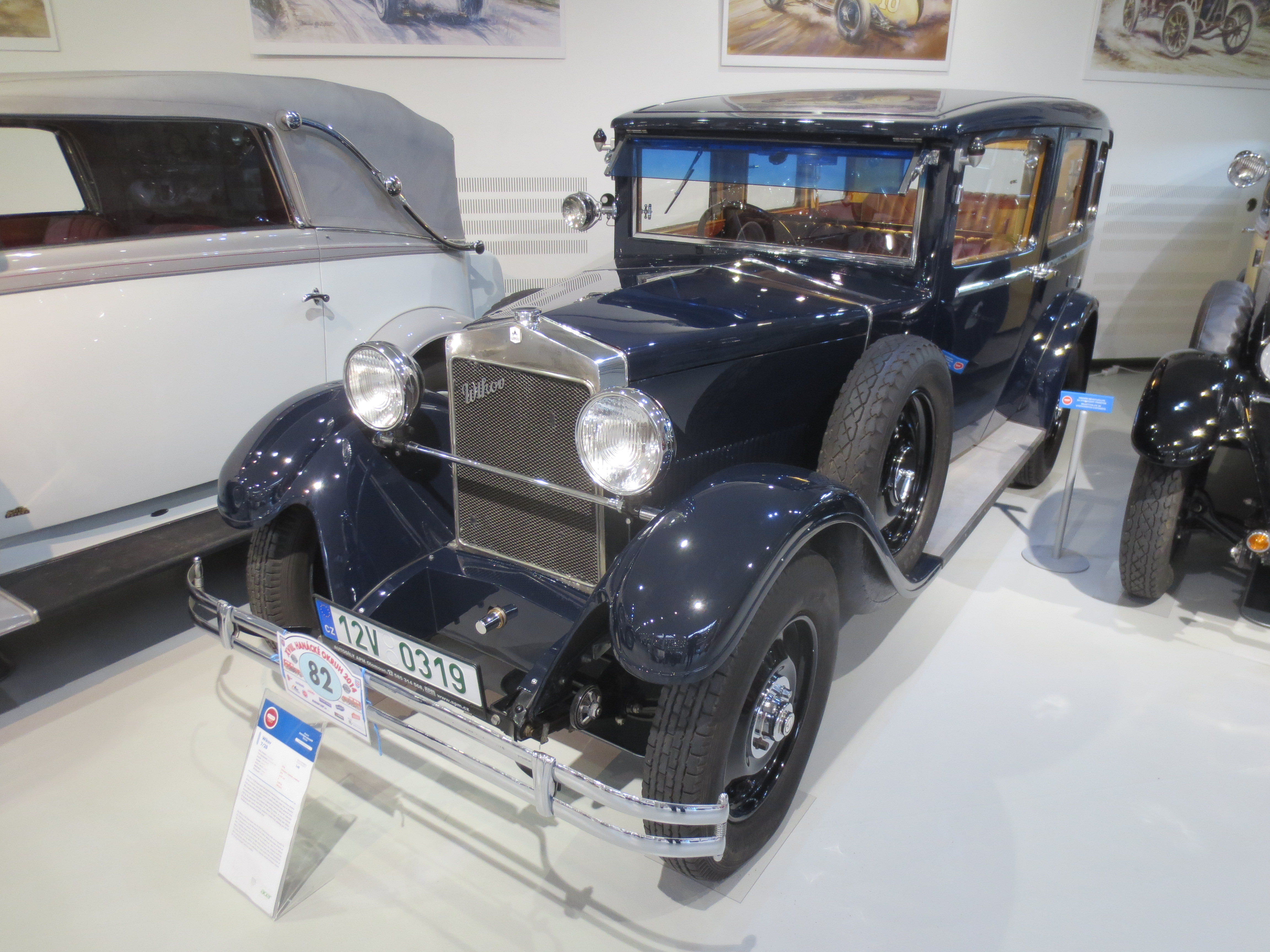
Wikov 7/28 (Olomouc 2021), čtyřdvéřová limuzína (1930)
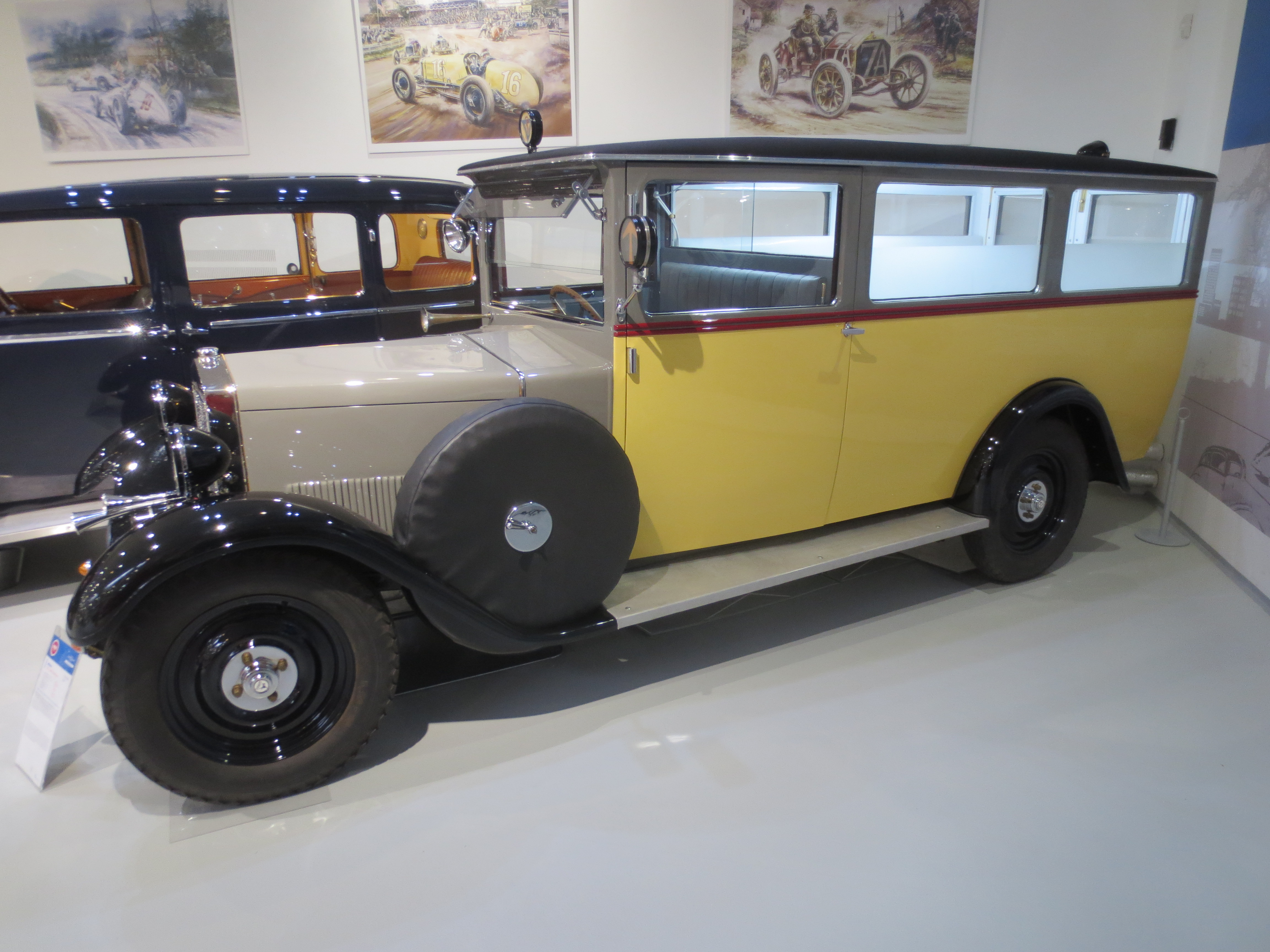
Wikov 7/28 (Olomouc 2021), sanitní vůz (1930)
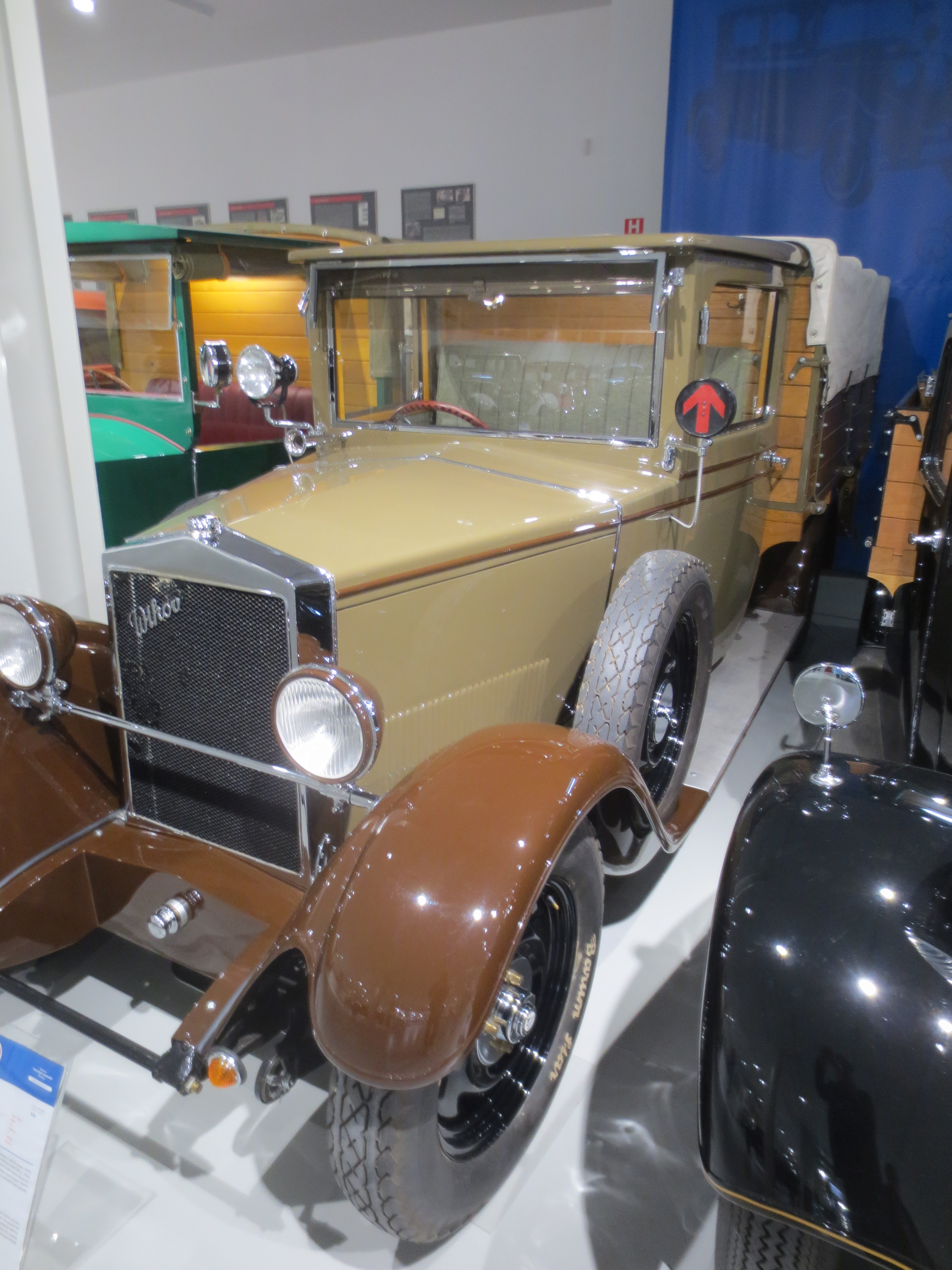
Wikov 7/28 (Olomouc 2021), užitkový automobil - valník
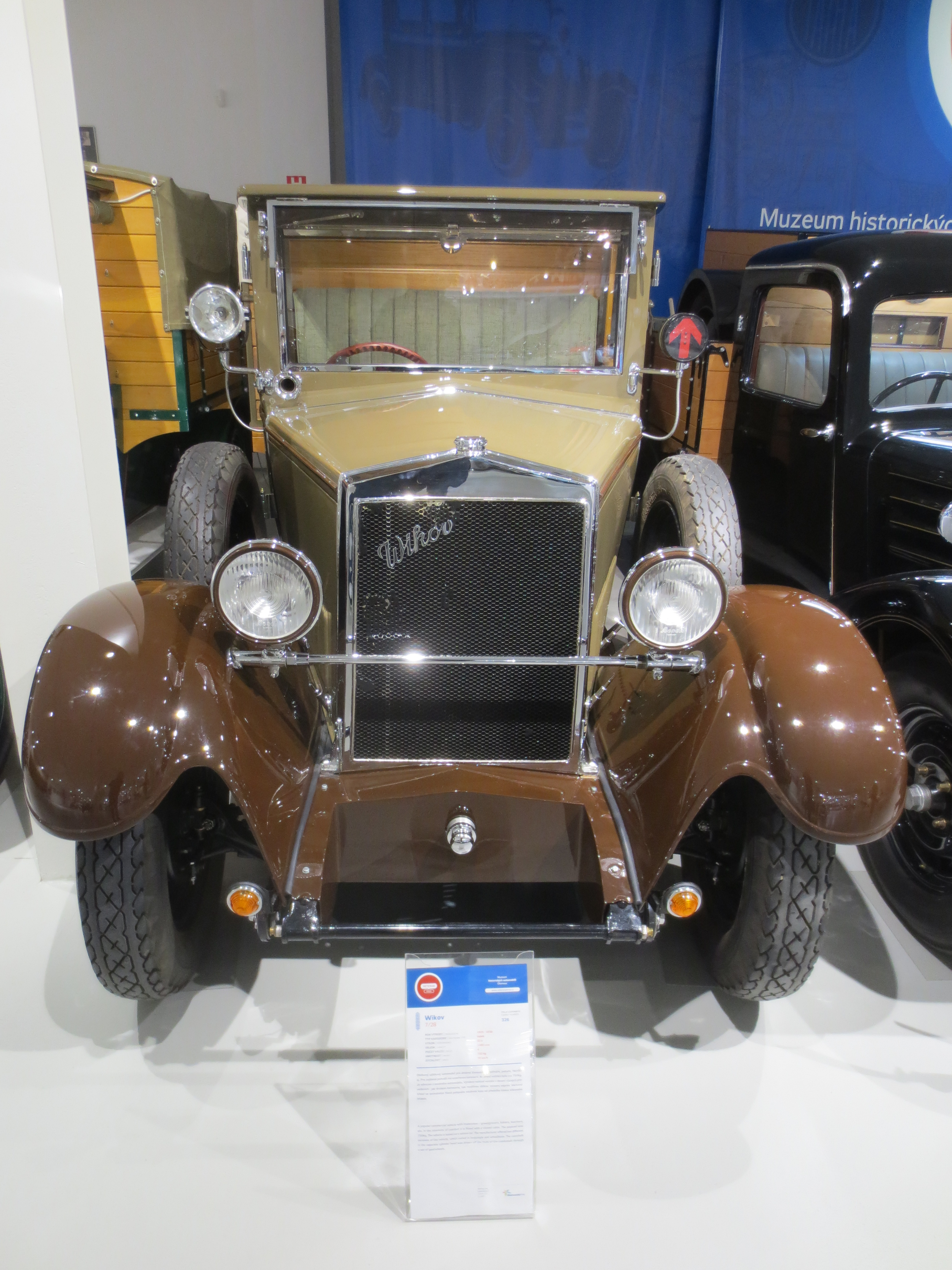
Wikov 7/28, čelní pohled na valník

## Sportovní úspěchy
Automobilka moravských akciových továren Wichterle & Kovářík považovala za největší přednost svých vozů vysokou provozní spolehlivost a velký výkon, kterého dosahovaly zásluhou pokrokového konstrukčního řešení motorů. Tyto oceňované a tehdy výjimečné vlastnosti prokazovala dosaženými vítězstvími a předními umístěními v řadě soutěží spolehlivosti, pořádaných v Čechách, na Moravě i na Slovensku, ale i v zahraničí (Polsko/Zakopane a Lvov, Rakousko/Semmering).

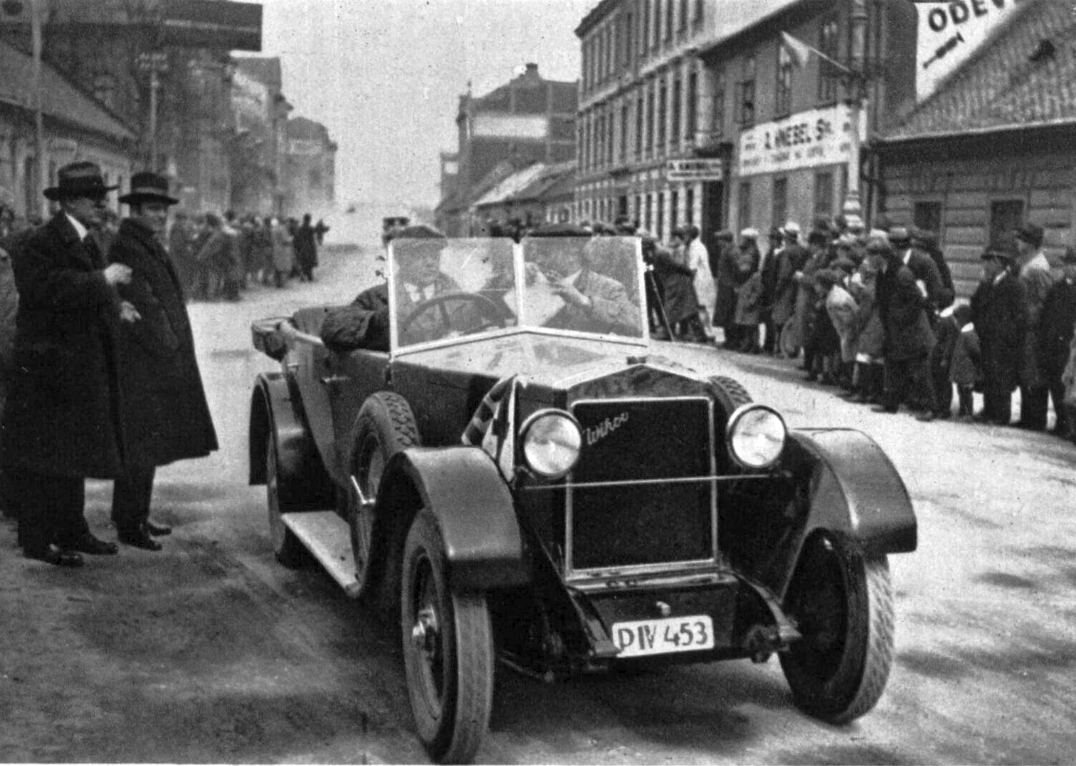
Wikov 7/28, ing. K. Václavík, závod do vrchu Brno-Soběšice (Pestrý týden, červenec 1929)

### Cestovní automobily
Československý automobilový klub pro Moravu a Slezsko v Brně uspořádal za krásného počasí v neděli dne 25. září 1927 třetí ročník automobilového a motocyklového turnaje. K němu se dostavilo množství obecenstva, které bylo odměněno poutavým sportem. Jednotliví jezdci předvedli velmi pěkné výkony a ukázali, že přímo umělecky ovládají své stroje, ať to bylo při valení velkého míče mezi praporky, či zvedání praporků anebo zastavení těsně před papírovou stěnou atd. V kategorii automobilů do 1,5 l startovalo 11 jezdců, mezi nimiž ing. František Wichterle na Wikovu 7/28 obsadil 4. místo. Automobilový a motocyklový turnaj, který uspořádal Slovenský Motoklub Bratislava v Piešťanech 29. června 1928, se stal místem prvního "double" vítězství vozů Wikov 7/28. V VI. kategorii zvítězil Eugen Wichterle a druhý skončil František Wichterle.
Jihočeský autoklub uspořádal dne 23. září 1928 Klubovní rychlostní jízdu vytrvalosti, soutěž automobilů a motocyklů na trati dlouhé 360 km (České Budějovice – Třeboň – Jindřichův Hradec – Pelhřimov – Tábor – Písek – Strakonice – Vimperk – Volary – Prachatice – Vodňany a zpět do Č. Budějovic). Mezi 21 automobily na „zlatou“ plaketu, bez trestných bodů absolvoval soutěž i R. Čížek na Wikovu 7/28, v automobilech do 1500 cm³ společně s třemi dalšími vozy (2x Praga a jedna Tatra). O rok později (1. září 1929) při III. klubovní okružní vytrvalostní jízdě za pořadatelství Jihočeského autoklubu (JAK) v Č. Budějovicích startovalo celkem 25 jezdců z 33 přihlášených. S plným počtem bodů (beztrestně) absolvovalo trať 18 soutěžících, mezi nimiž byl i Vil. Michl na Wikovu 7/28, za což získal stříbrnou medaili a čestnou cenu JAK.
Při soutěži spolehlivosti Moravou (20.-21. dubna 1929), uspořádanou agilním autoklubem ČAMS, dojelo všech 5 startujících vozů Wikov 7/28 k cíli tratí dlouhou 630 km bez trestných bodů. Soutěž byla dvouetapová, Jihlava-Mor. Ostrava a Mor. Ostrava-Brno. Wikov získal 2 týmové ceny – dvě zlaté plakety a 7 stříbrných plaket. Při východočeské II. růžicové jízdě spolehlivosti a pravidelnosti 16. června 1929 dojely oba startující vozy Wikov bez jediného trestného bodu tratí dlouhou 612 km a získaly zlaté plakety sportovního výboru Východočeského autoklubu z Hradce Králové. Soutěž byla v pravém smyslu slova soutěží pravidelnosti, protože vyžadovala pravidelnou jízdu od startu až k cíli a nemilosrdně byla trestána příliš rychlá anebo příliš pomalá jízda. V závodě automobilů do vrchu Brno-Soběšice 23. června 1929 dojel ing. K. Václavík na Wikovu na 2. místě v III. kategorii (cestovní vozy) a dosáhl času 3:11,8 min.
Autoklub ČAMS uspořádal v srpnu 1929 automobilové dny v Luhačovicích, v jejichž rámci se uskutečnila hvězdicová jízda do Luhačovic. K cíli bez trestných bodů dojeli na Wikovech Eugen a František Wirterleovi, B. Gardavský a ing. K. Václavík. Při květinovém korsu byli vyznamenání F. Wichterle, E. Wichterle a B. Gardavský. Při automobilovém turnaji pro vozy nad 1,4 l obsadil 1. místo E. Wichterle a 2. místo F. Wichterle. Při jízdě vytrvalosti a spolehlivosti v Košicích dojel startující Wikov jako první a bez trestných bodů. Na auto-turnajích, které pořádalo ministerstvo obrany za účelem ověření vlastností osobních automobilů pro případné vojenské účely, se z deseti turnajů konaných v roce 1929 Wikov 7/28 umístil 9x na prvním místě.
Poslední sportovní úspěch s cestovní verzí zaznamenala posádka Jiří "Georg" Kreml – Vítězslav Válek na 1. ročníku závodu 1000 mil československých, který se jel ve dnech 10.–11. června 1933. V třídě do 1500 cm³ obsadili na čtyřmístném uzavřeném vozu výborné 2. místo v čase 21:16:12 h. A to v prvních 3 etapách Kreml tuto třídu vedl, ale na počátku závěrečné etapy Bratislava – Praha byl předjet pozdějším vítězem Josefem Havlíčkem na Bugatti. Posádka obdržela i Cenu města Bratislavy jako nejrychlejší automobil na trase 1. etapy Praha–Bratislava. Na 1. ročníku Okruhu Zlínem, který se uskutečnil 30. července 1933 v cestovních vozech do 2000 cm³ prvá 2 místa obsadili Jaroslav Konečník a Jiří Kreml. Na podzimním Ecce Homo (11. září) obsadil Jiří Kreml na Wikovu 7/28 v cestovních vozech do 1,5 l slušné 2. místo za Havlíčkem na Tatře.
V roce 1934 upravil Jiří Kreml sportovní verzi Wikov 7/28 Sport na cestovní, aby s tímto vozem mohl startovat ve 2. ročníku 1000 mil československých (9.-10. června). Přimontoval blatníky vpředu i vzadu, vykrojil karoserii a namontoval z obou stran dvířka. Posádka J. Kreml – V. Landauf (st. č. 32) ale v závodě třídy do 1,5 l nebyla klasifikována pro překročení časového limitu. Tuto třídu vyhrála Ela Slavíková na "cestovním" voze Aero 1320 cm³. V tomto ročníku dosáhl skvělého úspěchu Adolf Szczyzycki, když zvítězil v třídě vozů do 2000 cm³ na Wikovu 40 (st. č. 33).
V 3. ročníku závodu 1000 mil československých, který se jel ve dnech 15.-16. června 1935 startovala na Wikovu 7/28 posádka ing. Jan Beneš-Struna (st. č. 36). Vůz pro tento závod dostal nové blatníky, dvířka a zadní část karoserie s částečně zapuštěným rezervním kolem. Vůz závod dokončil třetím nejhorším časem. Posádka byla klasifikována na 22. místě v celkovém pořadí a v třídě do 1500 cm³ obsadila 4. místo. V roce 1935 se soukromý jezdec ing. Jan Beneš z Prahy zúčastnil s tímto vozem i několika dalších závodů, ale významnějšího úspěchu již nedosáhl (závod do vrchu Jenerálka 28. dubna, I. Bohdanečský okruh 7. července). Jedinou výjimkou byla jeho účast na III. ročníku Lochotínského okruhu, který se jel 23. června. V třídě do 1500 cm³ obsadil ing. Beneš 2. místo za Komárem na Bugatti.

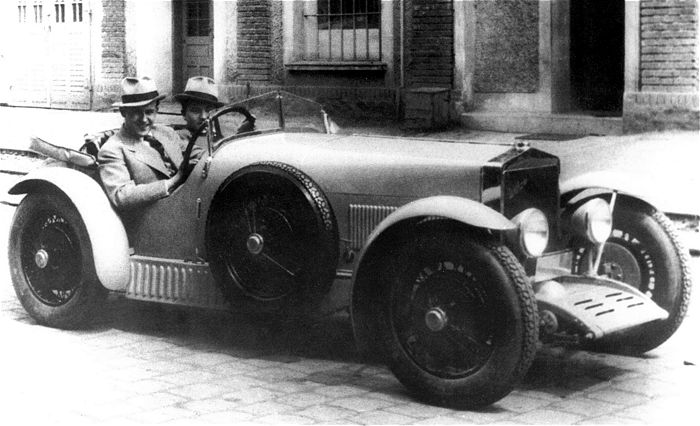
Wikov 7/28 Sport, za volantem Jiří Voskovec a vedle něj Jan Werich (Salon, červen 1930)

### Sportovní a závodní automobily
Wikov 7/28 Sport (a pozdější upravená verze z roku 1931 jako Wikov 7/28 Super Sport) byl osazen řadovým čtyřválcem OHC o objemu 1478 cm³ (vrtání 66 mm a zdvih 108 mm) a výkonu 29,4 kW (40 k) a 3500 ot/min dosahoval rychlosti 130 km/h při spotřebě kolem 12 l/100 km. Šlo o dvoumístný sportovní roadster s  motorem vpředu a pohonem zadních kol. Podvozek byl zkrácen a odlehčen. Na motor navazovala třístupňová, později čtyřstupňová převodovka. Automobil měl rozvor 2750 mm, hmotnost 900 kg a  maximální rychlost 130 km/h. Bylo postaveno několik vozů, které si lišily provedením, výkonem a hlavně postavením chladiče. Starší vozy 7/28 Sport měly chladič kolmý, stroje novější (7/28 Super Sport) měly chladič uložený mírně šikmo a také měly hydraulické brzdy. Rovněž byla odstraněna dvířka a hmotnost vozu byla dále snížena až k 830 kg. Typ 7/28 Super Sport měl zvýšený výkon 33 kW (45 k) a dosahoval rychlosti 140 km/h. Celkem byly postaveny 4 vozy ve verzi Sport (1928) a dva z nich byly továrnou v roce 1931 přestavěny na verzi Super Sport.
Do dnešní doby se dochovalo několik sportovních Wikovů. S dvousedadlovým otevřeným sportovním roadsterem bylo dosaženo řady sportovních úspěchů.
- 1928

První nasazení "syrového" automobilu bez blatníků a reflektorů na III. ročníku mezinárodního závodu automobilů a motocyklů na Pradědském okruhu nebylo úspěšné. Tovární jezdci Adolf Szczyzycki a Jaroslav Konečník na závodě konaném 3. června 1928 v Karlově Studánce nedokončili ani první kolo.
- 1929

V druhém nasazení vozu Adolf Szczyzycki již zvítězil. Na závodě automobilů do vrchu Ecce Homo konaném 22. září 1929 v kategorii sportovních vozů do 1500 cm³ vyhrál a celkově obsadil 23. místo. V samotném závodě (10. ročník) zvítězil v novém traťovém rekordu král vrchů Hans Joachim Stuck von Villiez na závodním automobilu Austro-Daimler ADMR.
- 1930

Již tradiční závod Zbraslav–Jíloviště dostal od mezinárodní automobilové federace AIACR (dnes FIA) čestnou možnost zahájit seriál závodů mistrovství Evropy v závodech automobilů do vrchu. XIII. ročník závodu Zbraslav – Jíloviště se jel (11. května 1930) na upravené, zpevněné trati a přilákal rekordních 100 000 diváků, kteří vyplnili každé volné místečko s výhledem na trať, obsadili i stromy a telegrafní sloupy, majitelé domků rozebírali střechy a zřizovali na nich improvizované tribuny. Část cen vypsaných pro závod byla vystavena po několik dní v obchodě pí. Horáčkové v pražském paláci Národ (Václavské náměstí 43, mezi hotelem Jalta a palácem Luxor). Expozice budila pozornost procházejícího obecenstva, které ji v hloučcích obléhalo. Ráno před závodem se nebe zachmuřilo a spustilo na trať vydatný déšť. Nakonec však přece jen zvítězilo příslovečné štěstí, déšť ustal a silnice oschla. Konec národního závodu a celý mezinárodní závod se odehrály za regulérních podmínek. Zájem se soustřeďoval takřka výhradně na dvě jména: Caracciola a Hans Stuck. Všichni s napětím očekávali souboj Hanse Stucka s Rudi Caracciolou. Zvítězil Hans Stuck na Austro-Daimleru ADR 3.6 v čase 2:45,7 min v průměrné rychlosti 121,6 km/h. Hans Stuck von Villiez se stal absolutním vítězem závodu a utvořil nový traťový rekord. Docíleným úspěchem se ujal vedení v klasifikaci pro evropský šampionát do vrchu závodních vozů. Ing. Jiří Weinfurter, majitel pražské továrny na ocet, zvítězil v národním závodě v třídě cestovních automobilů do 1500 cm³ na sportovním Wikovu v čase 4:22,9 min a současně vyhrál celý národní závod ze všech československých značek.
O rok později se jezdců k závodu Ecce Homo (22. září 1930) sjelo méně než před rokem (41 startujících), diváky však byl závod dobře navštíven. V důsledku špatné viditelnosti – déšť, mlha – museli jezdci použít reflektorů, trénink i závod proběhly bez nehody. V kategorii automobilů zvítězil Josef Veřmiřovský na Tatře 2000 cm³ s kompresorem časem 6:07,1 min. V kategorii sportovních vozů na Wikovu 7/28 Sport opět zvítězil Szczyzycki a celkově obsadil 13. místo. Svůj loňský čas zlepšil o téměř 20 vteřin a dostal se tak dosaženým časem pod sedm minut (6:59,60 min). Současně dosáhl nejlepšího času ze všech automobilů bez kompresoru.

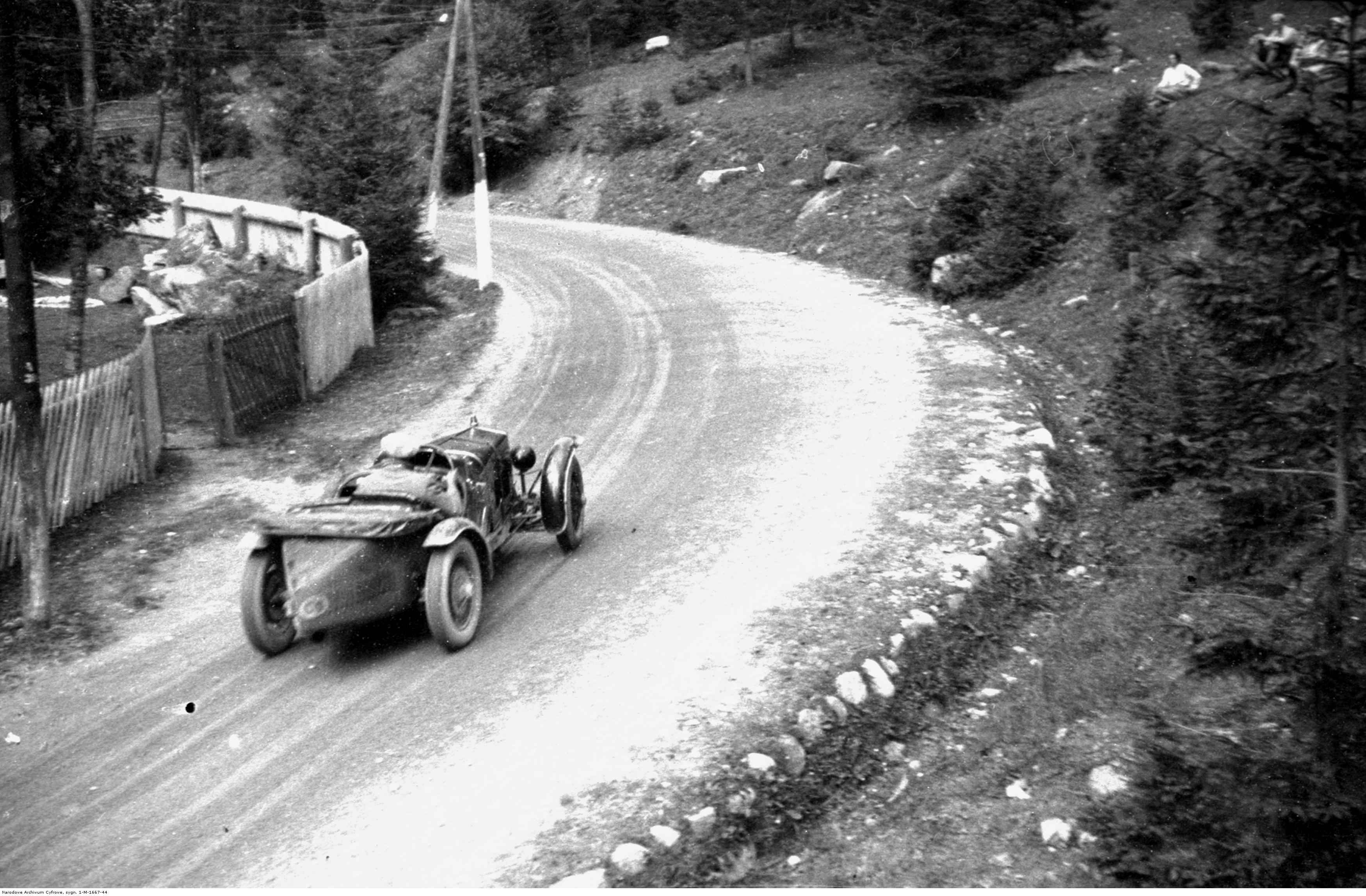
Adolf Szczyzycki s Wikovem 7/28 Super Sport na IV. mezinárodním závodu do vrchu v Tatrách (srpen 1931)

Až čtyři vozy tohoto typu startovaly v letech 1930 a 1932–1934 na brněnském Masarykově okruhu ve slabší kategorii Voiturette (do 1500 cm³). Ve všech ročnících pořádaných Československým Autoklubem pro Moravu a Slezsko (ČAMS) se jel tento závod na 15 kol v celkové délce 437,1 km. V roce 1930 (28. září) to byli na továrních Wikovech 7/28 Sport tovární jezdci Adolf Szczyzycki (st. č. 46) a Jaroslav Konečník (st. č. 44) a dále soukromí jezdci ing. Jiří Weinfurter (st. č. 40) a Jiří Kreml (st. č. 54). Szczyzycki odpadl ve dvanáctém kole na následky havárie v ostrovačických serpentinách. Zbývající jezdci závod v kategorii do 1500 cm³ dokončili, nejlépe z nich dojel na 4. místě Konečník v čase 6:01:36,3 h, ale nebyli klasifikováni, protože nedojeli v časovém limitu 45 minut za vítězem. Konečník dojel o 1:07:22,7 h po "uzavření" závodu a za ním Kreml a Weinfurter.
- 1931

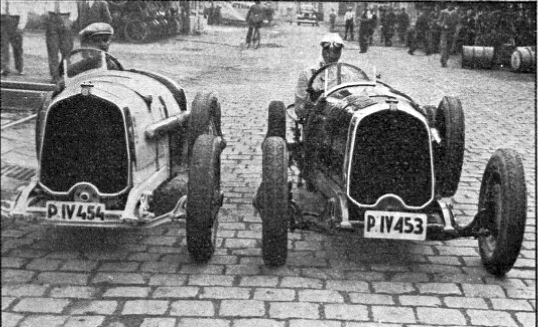
Wikov 7/28 Super Sport, Adolf Szczyzycki-PIV 453 a Jaroslav Konečník-PIV 454 při odjezdu z továrny na Masarykův okruh (Auto, listopad 1932)

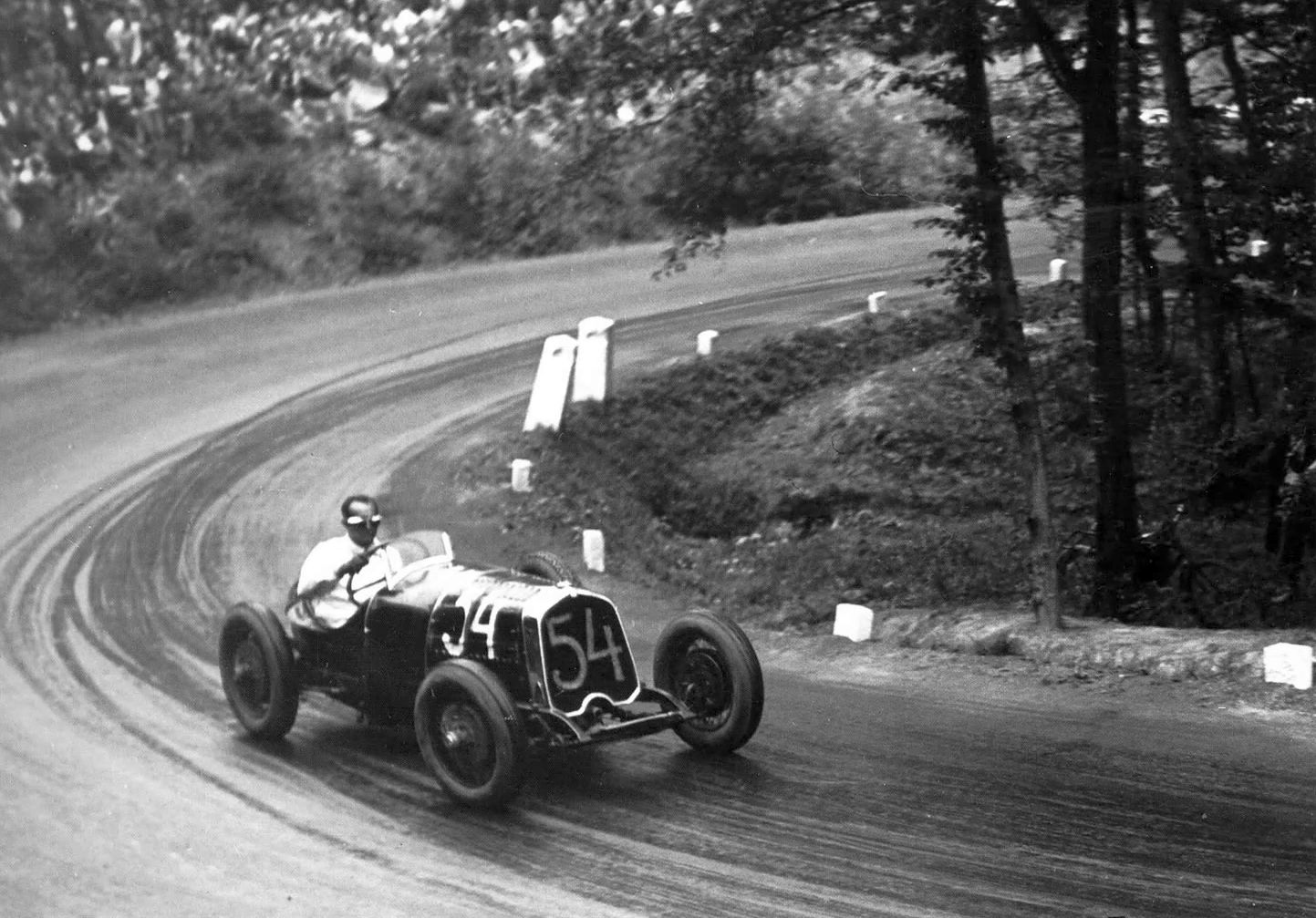
Wikov 7/28 Super Sport, Adolf Szczyzycki na Masarykově okruhu při průjezdu zatáčky nad Žebětínem (Auto, listopad 1932)

Začátkem května vyhrál ing. Weinfurter se svým sportovním Wikovem kategorii do 1500 cm³ v závodě "Plzeňský kilometr". Na 14. ročníku závodu Zbraslav-Jíloviště (31. května 1931) zajel Szczyzycki čas 4:17,48 min, který mu stačil na 31. místo v celkovém pořadí a na 3. místo v třídě sportovních vozů do 1500 cm³, když před ním skončily dva vozy Bugatti. Velká cena Lvova byla desátým závodem (nemistrovský závod) v sezóně 1931 Grand Prix. Závod se konal 7. června 1931 v polském městě Lvov, dnes na Ukrajině. Závodu se účastnil i Adolf Szczyzycki na Wikovu 7/28 Sport. Dojel na 4. místě (ve své třídě 2.) po odjetí 43 kol z 50. V závodě zvítězil Hans Stuck na voze Mercedes-Benz SSK. Téhož dne (7. června 1931) se jel i závod v Ostravě - III. ročník Ostravského okruhu v Bělském lese. Poprvé zde startovaly mimo standardního závodu motocyklů i automobily. V kategorii automobilů O černý démant zvítězil Jiří Kreml na Wikovu 7/28 Sport před Siebenscheinem na Lancii a Kadlčákem na Zetce. V závodě do vrchu Barrandov, který se konal 12. července na vlásenkovité silnici ze Zlíchova kolem Barrandovských teras až k barrandovským ateliérům, Weinfurter v kategorii sportovních vozů do 1,5 l dojel na 3. místě za dvěma vozy Bugatti (Václav Vaníček a Havlíček).
V létě 1931 (10. srpna) zvítězil Szczyzycki na tomto sportovním voze v kategorii do 1500 cm³ ve 4. ročníku mezinárodního závodu do vrchu v Tatrách u Zakopaného (Lysá Poľana-Morskie Oko), který uspořádal Krakowski Klub Automobilowy. Současně s vítězstvím ve své kategorii vytvořil i traťový rekord v čase 7:14,07 min. Celkovým vítězem závodu i kategorie sportovních vozů se stal Rudolf Caracciola na voze Mercedes-Benz, v celkovém pořadí skončil Szczyzycki na 15. místě.
Při příležitosti 23. mezinárodní výstavy automobilů v Praze byla uspořádána tzv. Hvězdicová jízda k autosalonu, která se konala mezi 22. a 28. říjnem. Soustředila 143 přihlášek (82 automobilů a 61 motocyklů a sidecarů). Jízdu dokončilo a bylo klasifikováno 77 automobilů. Ing. Jiří Weinfurter na sportovním Wikovu 7/28 Sport vyhrál třídu do 2000 ccm se ziskem 790 bodů. V celkovém pořadí automobilů obsadil 2. místo za Stanislavem Kafuňkem (v letech 1934-1939 předseda Aero Car Clubu), který jel na voze Aero 662 v třídě do 1000 ccm a získal 989 bodů.
- 1932

V únoru 1932 se zúčastnil Szczyzycki s Wikovem 7/28 Super Sport zimních závodů v polském Zakopaném. Na trati zimního stadionu absolvoval 14. února ve sněhu osm vytyčených kol (v čase 7:54 min). V kategorii sportovních automobilů byl o pouhé dvě vteřiny horší než Fürstenberg na šestiválcovém třílitrovém Austro-Daimleru a celkově skončil druhý. Svou kategorii do 1500 cm³ s převahou vyhrál. Na IV. ostravském okruhu, který se konal za pořadatelství Moto-auto-clubu v Bělském lese 12. června 1932 zvítězil Szczyzycki v třídě sportovních automobilů do 1500 cm³ a současně se stal i absolutním vítězem v kategorii automobilů.
V roce 1932 (4. září) startovali na Masarykově okruhu tovární jezdci Szczyzycki a Konečník na Wikovech 7/28 Super Sport. V kategorii Voiturette do 1500 cm³ zvítězil Ernst Günther Burggaller na Bugatti T51A v čase 4:31:28,7 h před Francouzem Veyronem a Brunem Sojkou. Adolf Szczyzycki obsadil výborné 6. místo v čase 5:12:19,4 h a v průměrné rychlosti 84 km/h. Poprvé v tříleté historii závodů na Masarykově okruhu dojel do cíle a byl klasifikován československý jezdec (Adolf Szczyzycki) na československém automobilu (Wikov 7/28 Super Sport). Získal za svůj výkon putovní ceny ministerstva národní obrany (MNO) a Autoklubu RČs. za nejlepší výkon československého vozu, čestnou cenu místopředsedy ČAMS dr. O. Šulce a plaketu MNO. Druhý vůz řízený Konečníkem dojel v čase 5:24:40,4 h, těsně po časovém limitu, a nebyl proto klasifikován.
Týden po brněnském závodu v závodech do vrchu o Labský pohár (Ploskovice - Horní Řepčice) uspořádaném Autoklubem Leitmeritz (Litoměřice) 11. září 1932 obsadil Szczyzycki 2. místo v kategorii sportovních vozů do 1500 cm³ za Vaníčkem na Bugatti T37. Celkově ve sportovních vozech skončil čtvrtý. Ke trati dlouhé 4 km se stoupáním 94 m, maximálním 9% a s 10 zatáčkami se sjela návštěva 20000 diváků.
- 1933

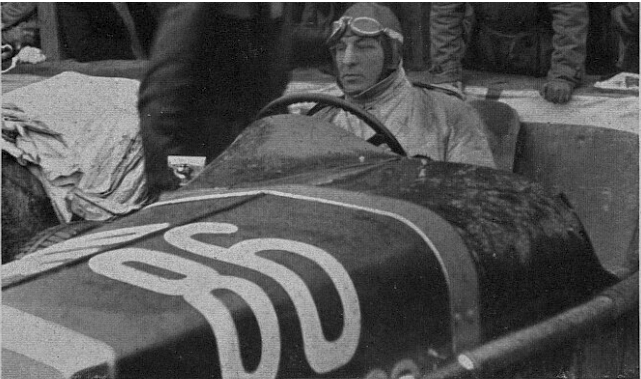
Wikov 7/28 Super Sport, Jiří Kreml, Masarykův okruh 1933 (Světozor, září 1933)

Závod na Hradeckém okruhu se konal 6. července 1933 a uspořádal jej v Hradci Králové Východočeský A. K. jako první svůj závod automobilů. Závod sportovních vozů do 1,5 l se jel na 20 kol s délkou městského okruhu 1770 m (tj. 35,4 km). V této třídě na Wikovu 7/28 Sport obsadil Szczyzycki 3. místo a ing. Beneš 5. místo. Na I. Zlínském okruhu (30. července 1933) se Szczyzycki umístil ve sportovních vozech do 1,5 l na 3. místě a ing. Beneš na 5. místě (jako poslední klasifikovaný). Asi posledním závodem sportovního roadsteru byla účast na 5. ročníku Stříbrného trianglu Československa, který se jel 6. srpna 1933 u Ždírce na Jihlavsku. V třídě sportovních vozů do 1500 cm³ obsadil Szczyzycki 2. místo a ing. Beneš 4. místo.
Před brněnským závodem startovaly Wikovy 10. září na závodech do vrchu Ecce Homo u Šternberka, které se uskutečnily po tříleté přestávce. Ing. Beneš a Szczyzycki obsadili ve sportovních vozech do 1,5 l 2. a 3. místo za Florianem Schmidtem na Bugatti. V závodních vozech do 1,5 l Szczyzycki skončil na 4. místě.  V roce 1933 v Brně startoval 17. září v kategorii Voiturette s Wikovem 7/28 Super Sport pouze Jiří Kreml (st. č. 86). Do cíle však nedojel protože odpadl pro mechanickou závadu, po dokončení 9.kola zastavil v depu a odstavil vůz. V tomto ročníku dosáhli skvělého úspěchu Jindřich Knapp, když na voze Walter Junior S obsadil 4. místo, a brněnský Bruno Sojka, který na Bugatti T37A získal 2. místo.
Po brněnském závodu se uskutečnil 5. ročník Ostravského okruhu za přítomnosti 50 000 diváků 24. září. Při závodech došlo ke dvěma nehodám, když závodníci Vantuch, Marcel a Ital Sandri vjeli se svými stroji mezi diváky. Celkem bylo zraněno 16 diváků, z nichž 12letý chlapec zranění podlehl (závodní automobily se v Ostravě znovu objevily až v roce 1955). Závody byly zkráceny na 5 kol (délka okruhu 2 km), protože počet stanovených kol nebylo možno po nehodách časově absolvovat. V závodních automobilech přes 1000 ccm zvítězil Szczyzycki na Wikovu 7/28 Super Sport (7:28,9 min) před Jaroslavem Mandou na Walteru. Současně byl Szczyzycki nejrychlejším jezdcem mezi závodními automobily. Je však pravdou, že lepších časů dosáhli oba jezdci na sportovních vozech Bugatti do 1500 ccm (Florian Schmidt a František Václavík). V celkovém pořadí automobilů obsadil Szczyzycki 3. místo.
- 1934

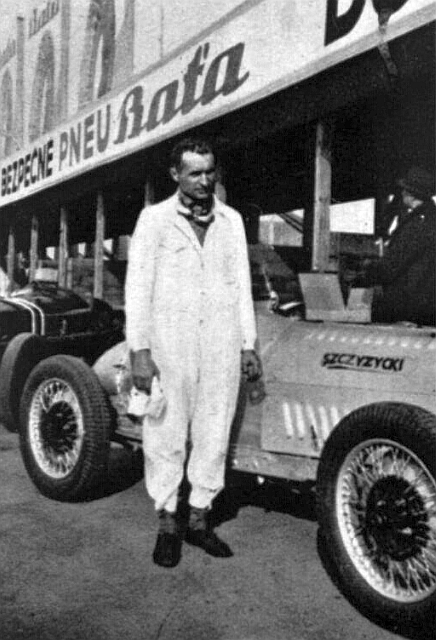
Adolf Szczyzycki, Wikov 7/28 Super Sport, Masarykův okruh (1934)

Ještě v roce 1934 (30. září) na Masarykově okruhu v Brně (5. ročník) obsadil Szczyzycki na Wikovu 7/28 Super Sport 7. místo v čase 4:12:56,3 h (odjel pouze 13 kol, průměrná rychlost 88,2 km/h) a ing. Jan Beneš (12 kol) na témže typu dojel osmý, ale ten nebyl klasifikován, protože nedokončil závod v předepsaném čase. V této kategorii slabších vozů zvítězil Giuseppe Farina na Maserati 4CM za 3:58:49 h, pozdější první mistr světa formule 1.
- 1935

Ještě 23. června se na Wikovu zúčastnil J. Beneš III. ročníku Lochotínského okruhu a v automobilech do 1500 ccm obsadil 2. místo za Antonínem Komárem na Bugatti 37.

## Ocenění
Závodní automobil, roadster Wikov 7/28 Super Sport (původně sportovní 7/28 Sport), který se zúčastnil v roce 1932 závodu na brněnském Masarykově okruhu, byl v roce 1991 Ministerstvem kultury prohlášen kulturní památkou. Závodní automobil Wikov 7/28 Super Sport je vystaven v Národním technickém muzeu v Praze. Druhý stroj tohoto typu (označený jako Wikov 7/28 Special) je vystaven v Auto-Moto Muzeu v Nové Pace.
Tovární jezdec Adolf Szczyzycki obdržel za svoje výkony na automobilech Wikov 7/28 Super Sport za roky 1932-4 tři stříbrné odznaky Sportovní komise Autoklubu Republiky Československé. Především byly oceněny jeho výkony na III. Masarykově okruhu v Brně, absolutní vítězství na IV. ostravském okruhu a 2. místo na zimních závodech v polském Zakopaném. Spolu s ním byli v roce 1932 mj. oceněni Bohumil Turek, Antonín Vitvar, Zdeněk Pohl a Bruno Sojka.

## Galerie

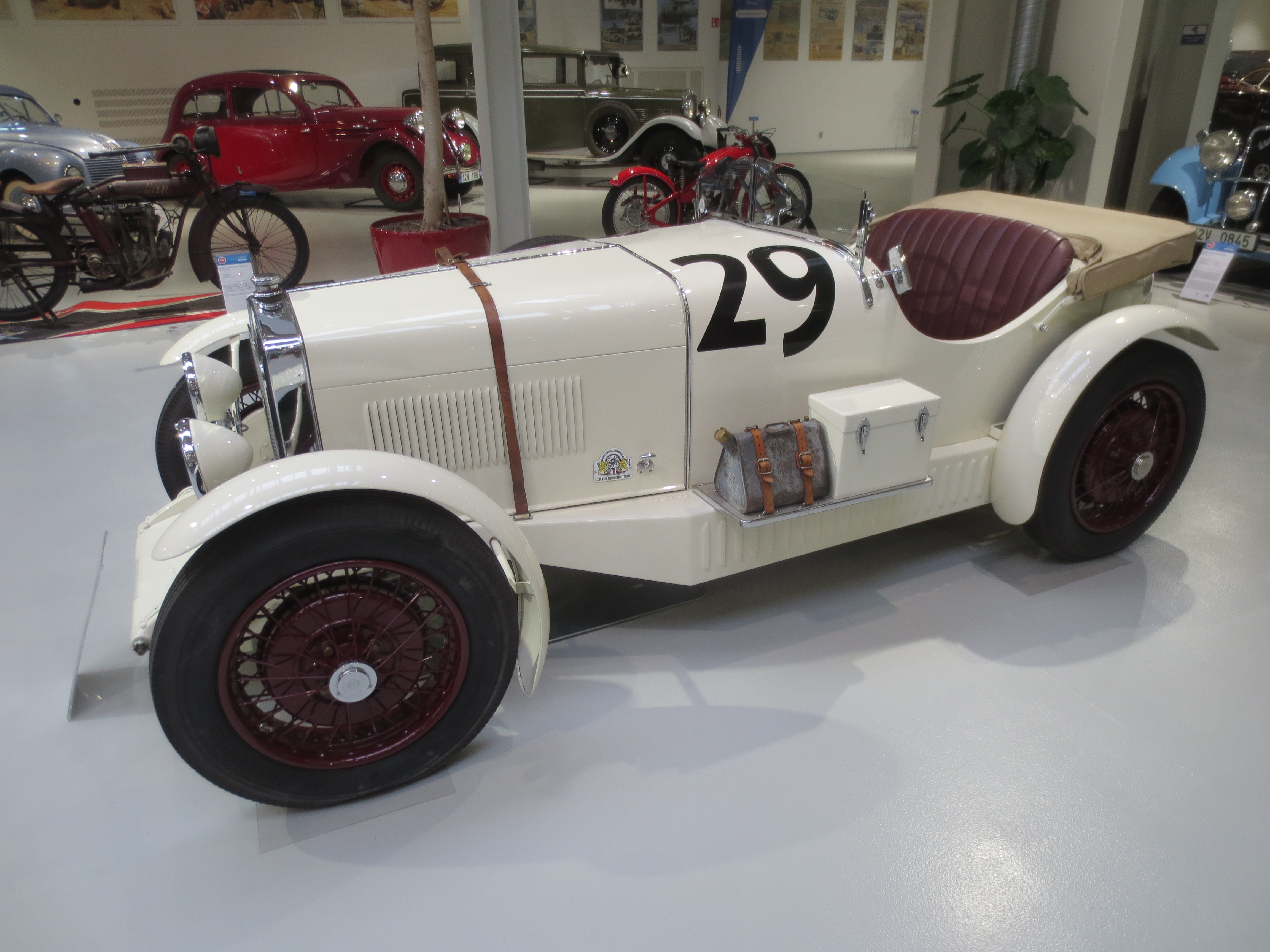
Wikov 7/28 Sport (Muzeum historických automobilů Olomouc 2021)
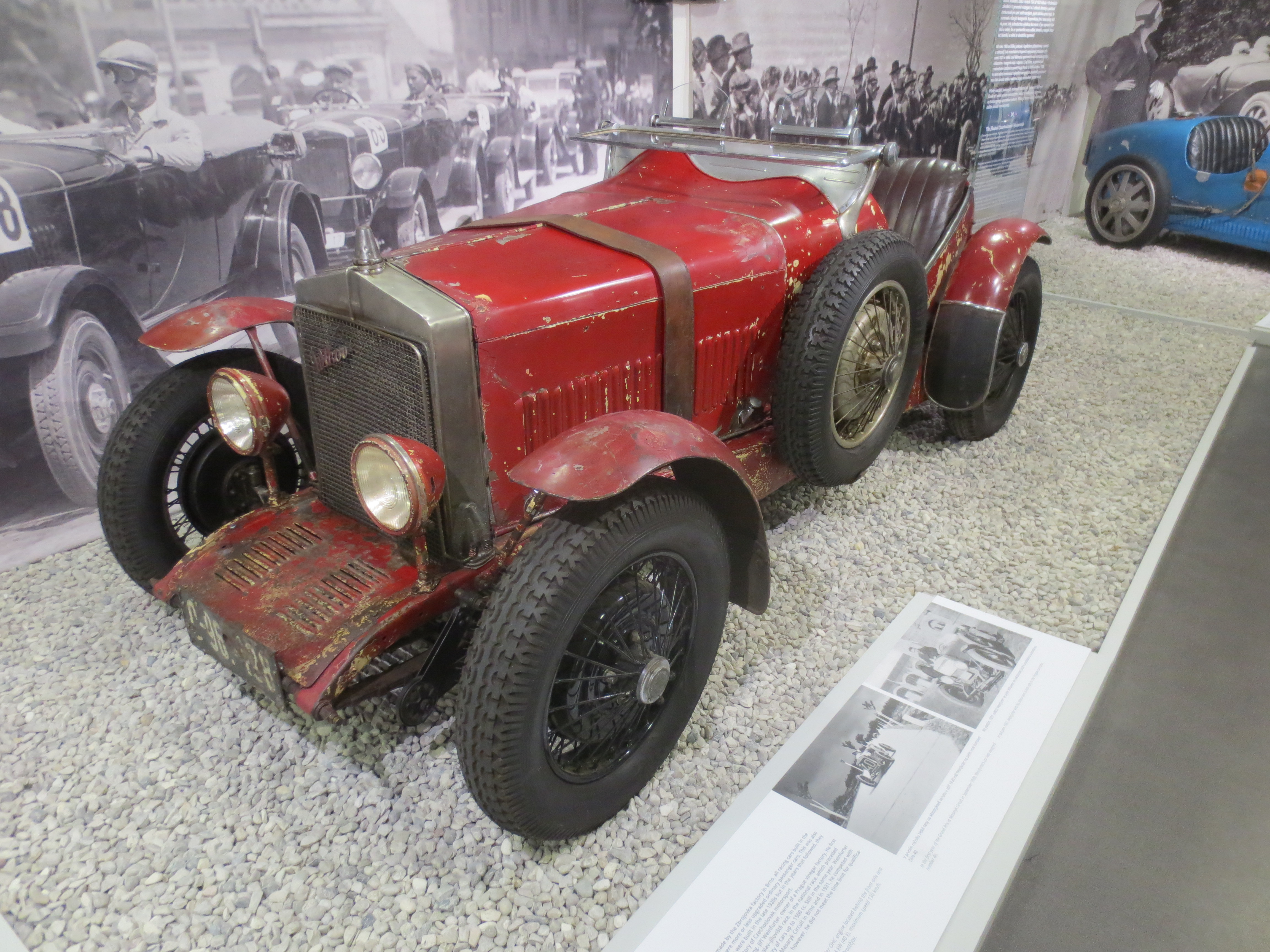
Wikov 7/28 Sport (1929), vůz ing. Jiřího Weinfurtera
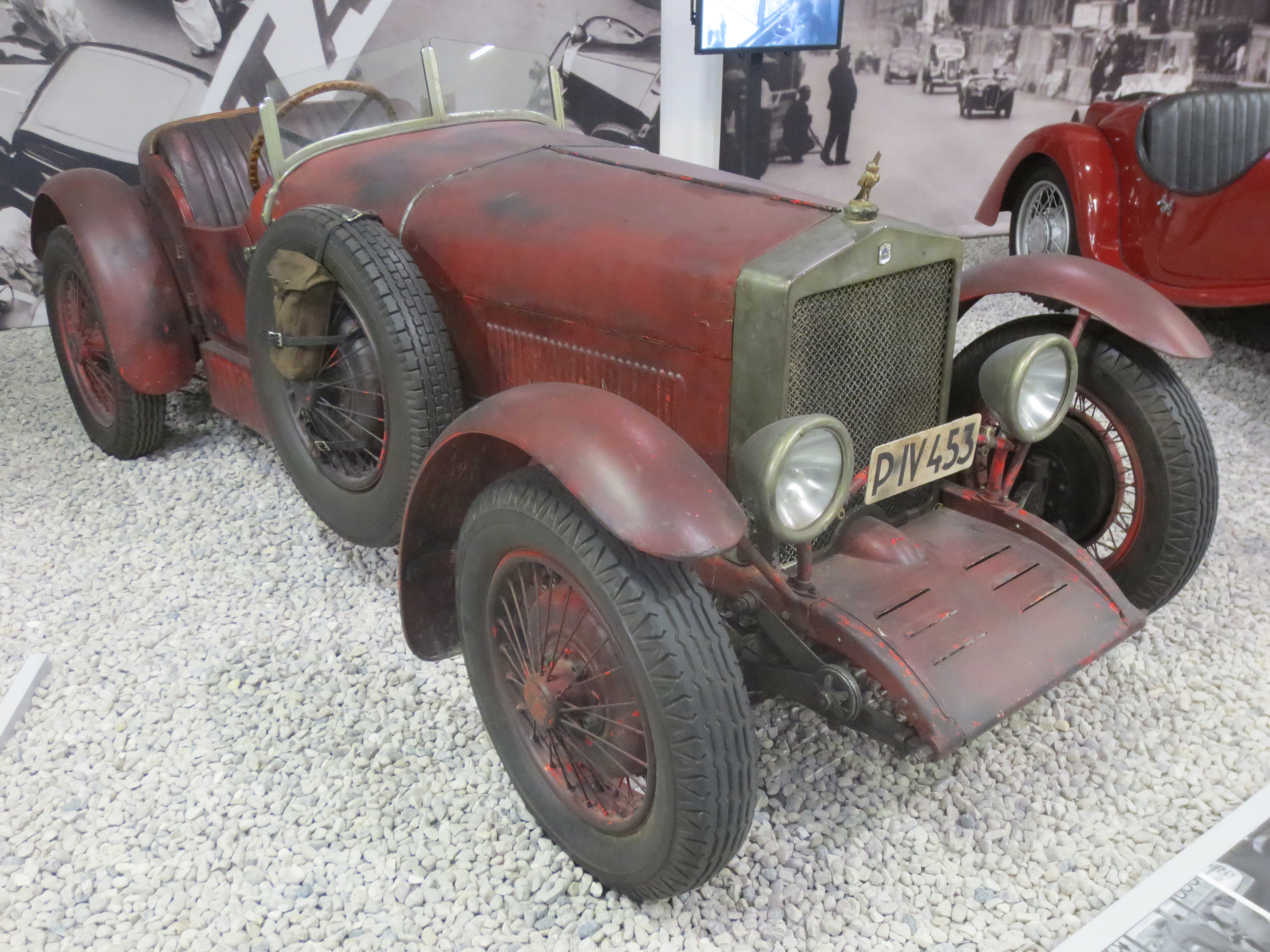
Wikov 7/28 Sport (1929) s tovární "SPZ" PIV-453, se kterou často jezdil Adolf Szczyzycki
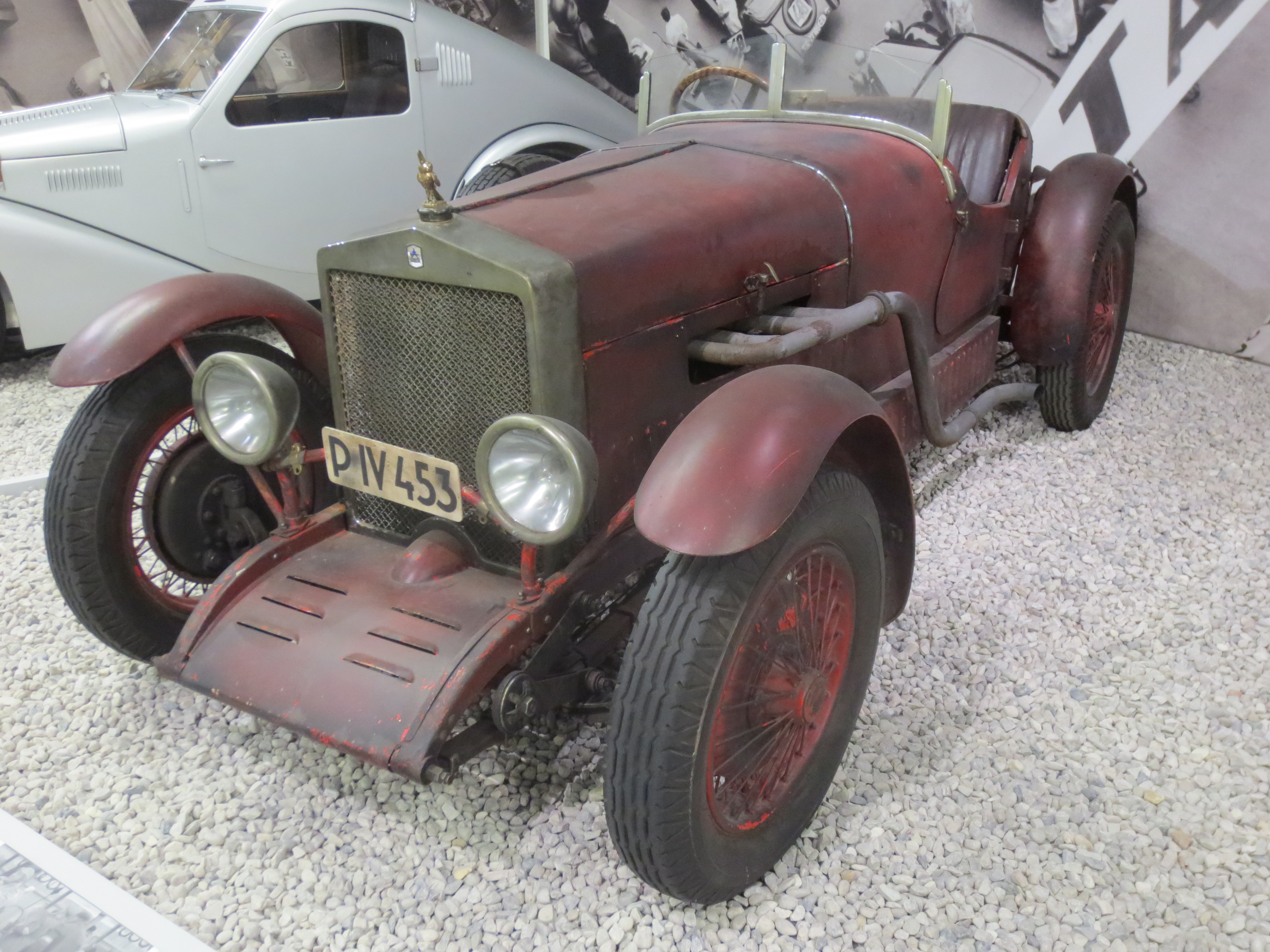
Wikov 7/28 Sport (1929) na výstavě Vavříny s vůní benzínu (NTM 2021)
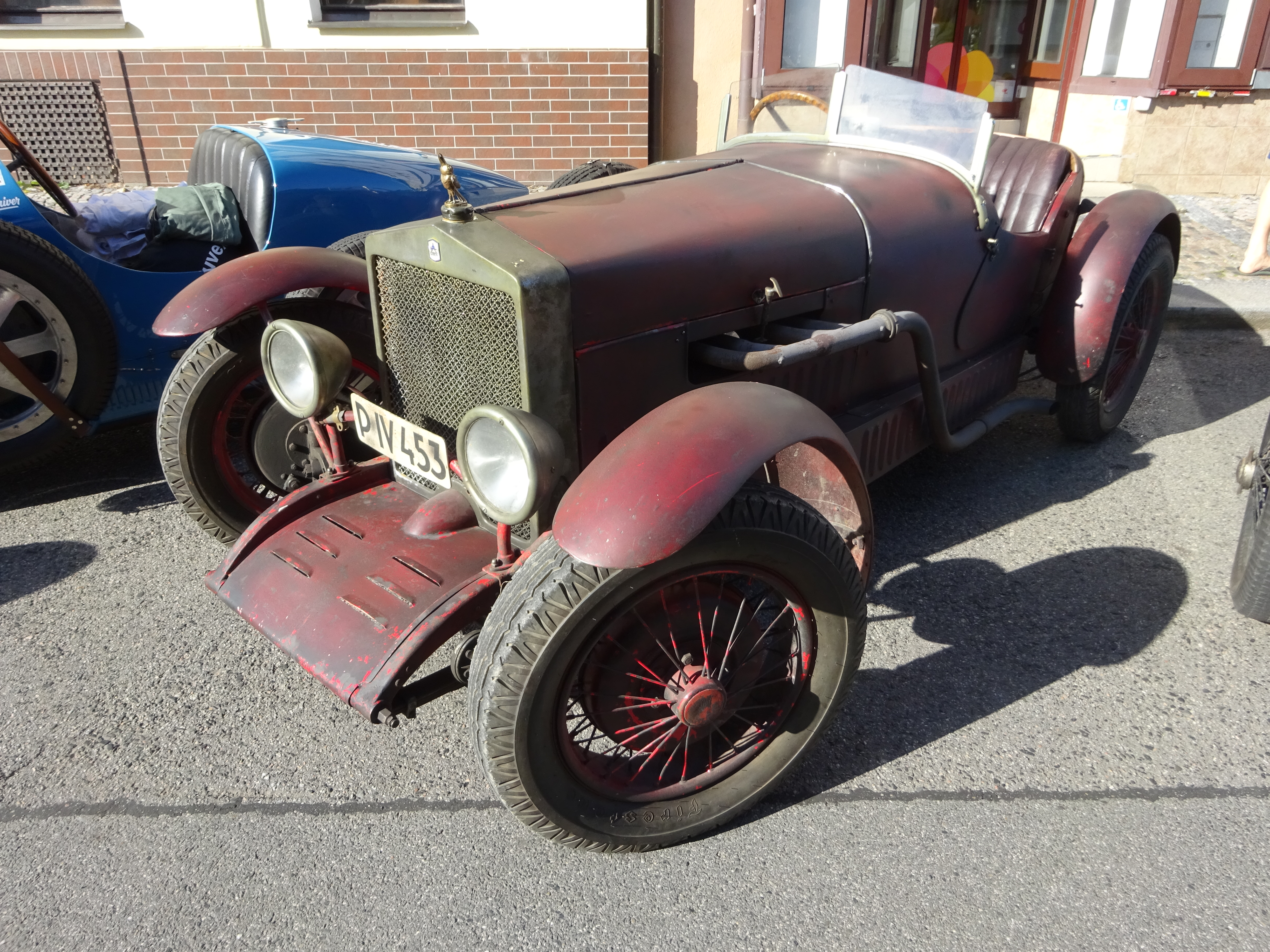
Wikov 7/28 Sport (1929) před závodem Zbraslav-Jíloviště 2023
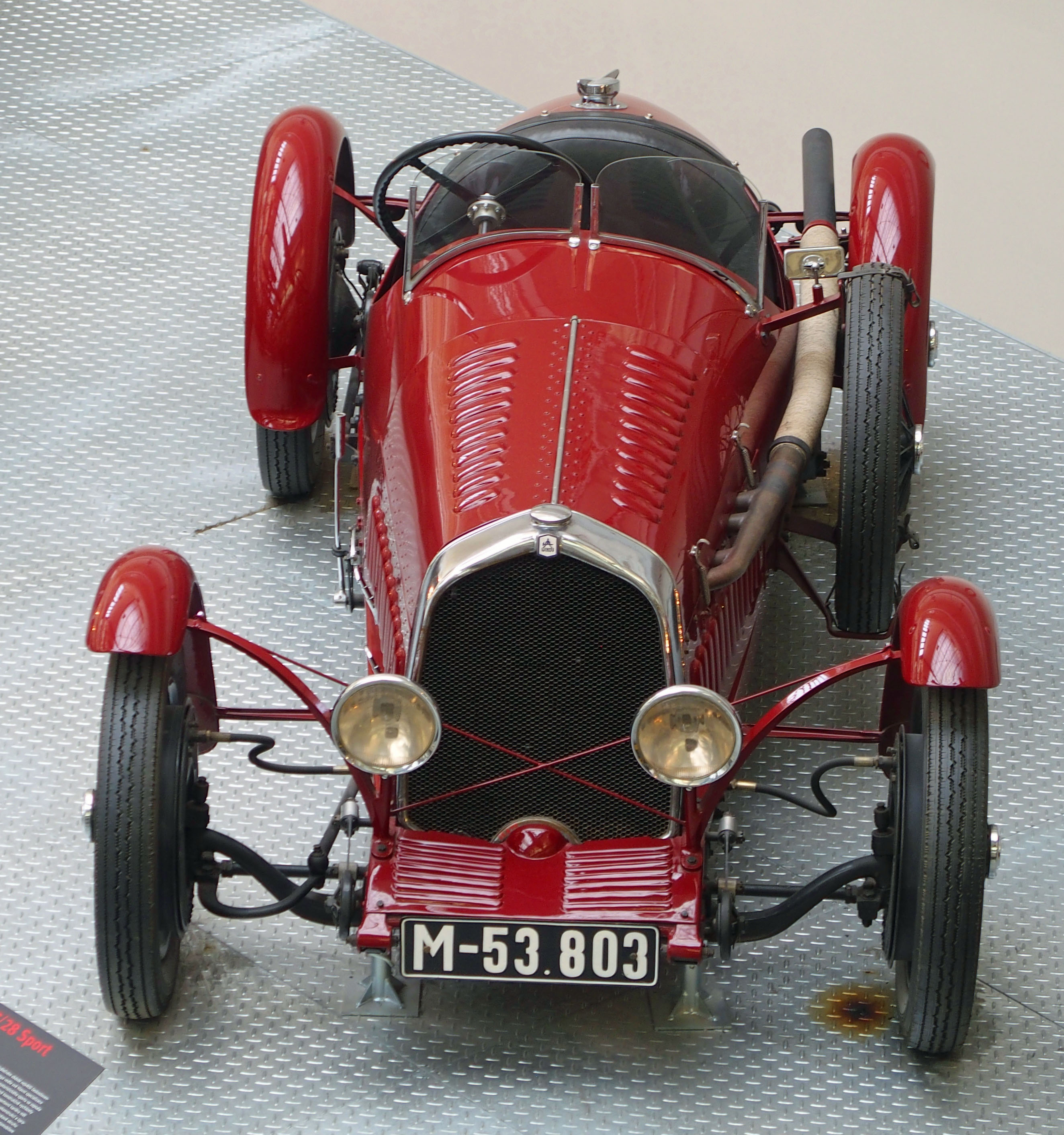
Wikov 7/28 Super Sport (1929-1932), NTM Praha
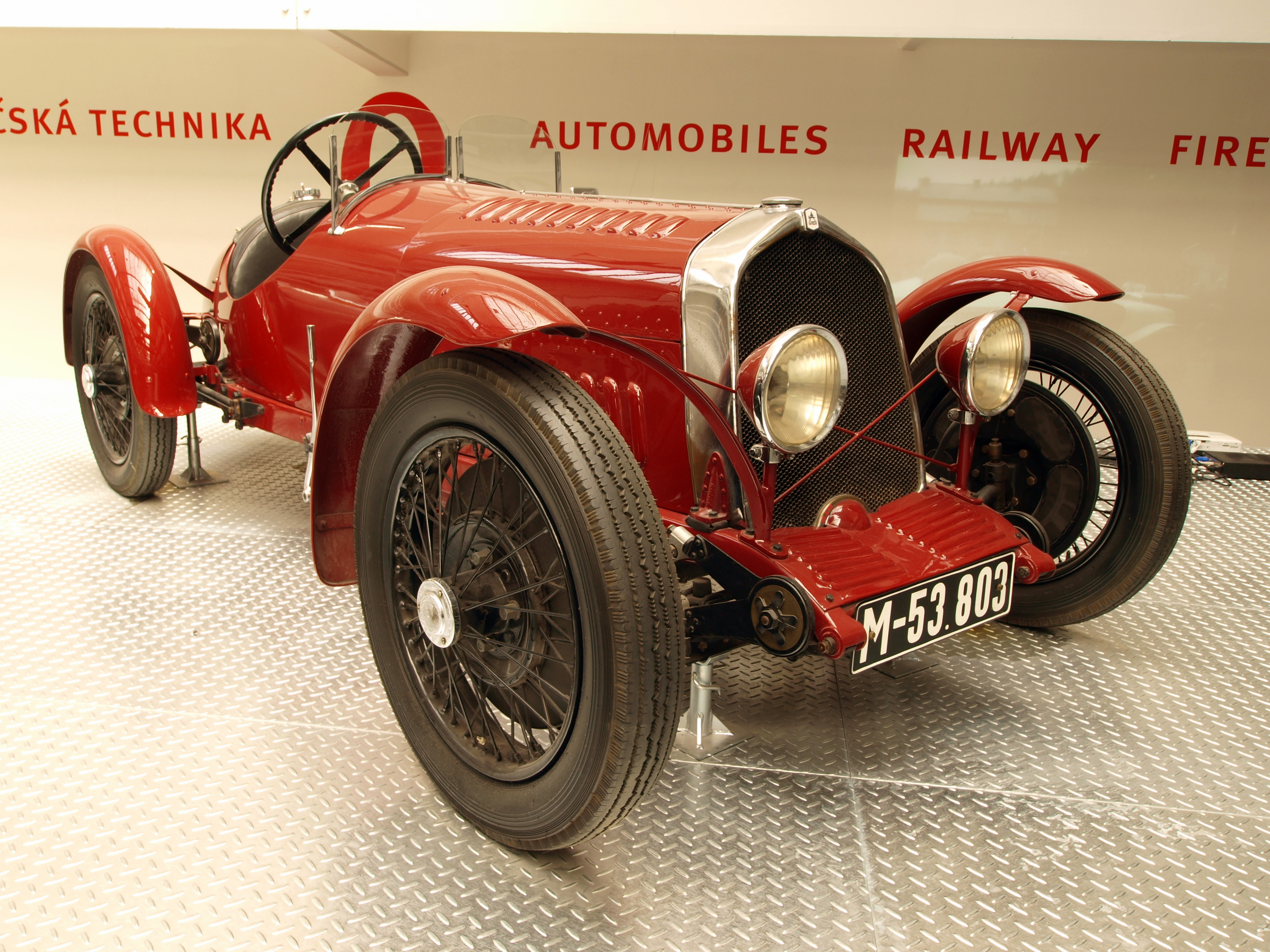
Wikov 7/28 Super Sport (1929–1932)
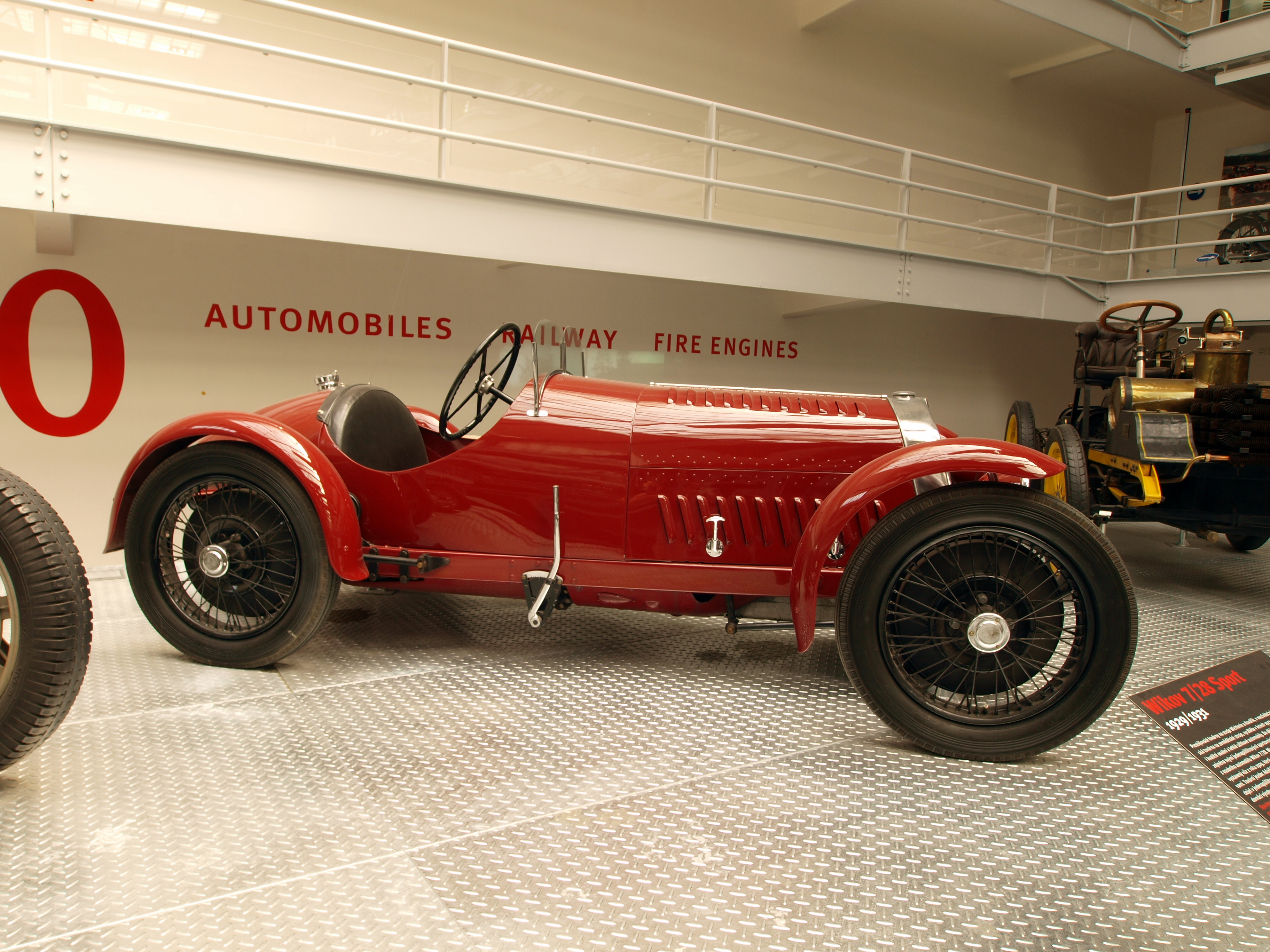
Wikov 7/28 Super Sport